# آرموت

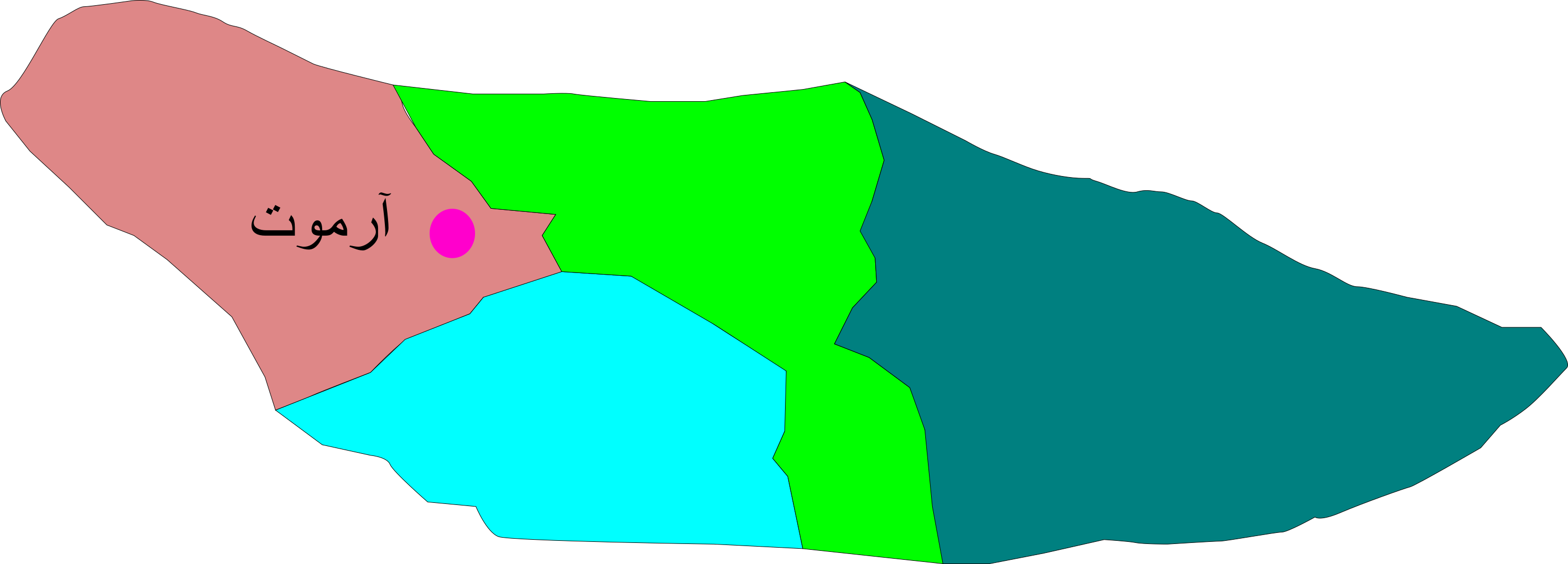
محل قرارگیری آرموت در شهرستان طالقان

آرموت روستایی از توابع پایین طالقان شهرستان طالقان در استان البرز ایران است. اهالی آرموت از دیرباز به زبان تاتی سخن می‌گویند.

## جمعیت
این روستا در دهستان میان‌طالقان قرار داشته و براساس سرشماری سال ۱۳۸۵جمعیت آن ۱۳۵نفر (۴۰خانوار) بوده‌است.

## تاریخچه
آرموت از دیرباز به عنوان یکی ازمنابع اصلی غلات طالقان بشمارمیرفته‌است که یکی از دلایل آن وجود دشتهای وسیع و زمین‌های کشاورزی پهناور در آن نسبت به سایر روستاهای همجوار و دیگر روستاهای طالقان قبل ازاحداث سد طالقان می‌باشد.
پس از اتمام احداث سد طالقان در سال ۱۳۸۵ و تغییر مسیر دسترسی به علت عدم امکان استفاده از پل قدیمی آردکان، این روستا عملاً به دروازهٔ ورود به روستاهای پایین طالقان بدل گردید، هرچند در گذشته نیز آرموت به دلیل دارا بودن دو آسیاب بزرگ، مرکزی بوده‌است برای تبدیل غلات به آرد در منطقه میان طالقان و به همین دلیل این روستا از رونق خوب اقتصادی خوبی برخوردار بوده‌است.
از دیرباز به دلیل وسعت زمین‌های کشاورزی این روستا و موقعیت مناسب این زمین‌ها که در حاشیه رودخانهٔ شاهرود قرار داشتند، بسیاری از کشاورزان مناطق دیگر طالقان برای کار و کشاورزی به این روستا آمد و شد می‌کردند. هرچند پس از اجرای پروژهٔ سد طالقان، بخش عمدهٔ این زمین‌ها در محدودهٔ سد قرار گرفت یا به زیر آب رفت.
نصرالله محبی، فرمانده کل سپاه طالقان که در جنگ ایران و عراق در راه وطنش به شهادت رسید اهل این منطقه است، همچنین شهید کاظم محبی از شهدای والا مقام این روستا است که مقبره او در کنار مقبره شهید نصراله محبی قرار گرفته و هر دو این عزیز از یاد نرفته افتخار و آبروی این خطه هستند.

## موقعیت
این روستا در میان طالقان واقع شده و هم‌اکنون در کنار دریاچه سد طالقان که بر روی شاه‌رود (رودخانه) قرار دارد در شمال آن کوه استوار کله سنگ و در شرق آن روستاهای دنبلید و آردکان قرار داردو در غرب آن روستای سوهان واقع است.
روستای آرموت در بین دو رود «آرموت روخانه» و «تکی روخانه» قرار دارد. در پشت این روستا باغات انگور قرار دارد که به آن «ده دره» می‌گویند؛ مرکز ده را «ده میان» می‌گویند و سمت راست این روستا یک رووستای چسبیده وجود دارد که در زمان نه چندان دور جزو اماکن روستای آرموت بود به نام روستای تکی. از دیگر مناطق روستای آرموت می‌توان به چشماسر، دراگل، گچال، آرمت دشت، ارمت دره و گلچال بن می‌توان اشاره کرد. مزارع گندم روستای آرموت در شمال روستا قرار دارد که به آن منطقه مزرع می کویند.

## نگارخانه

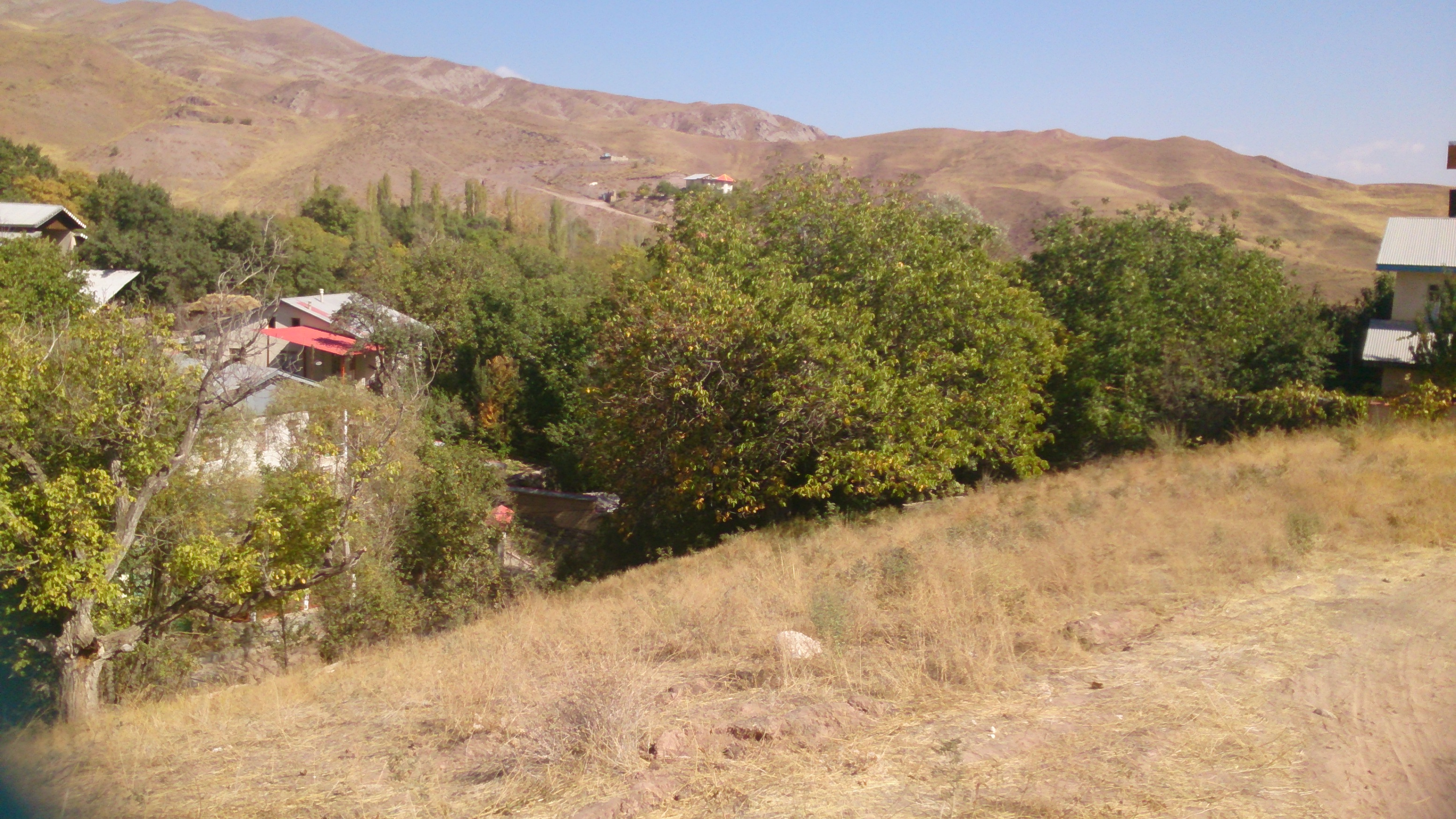
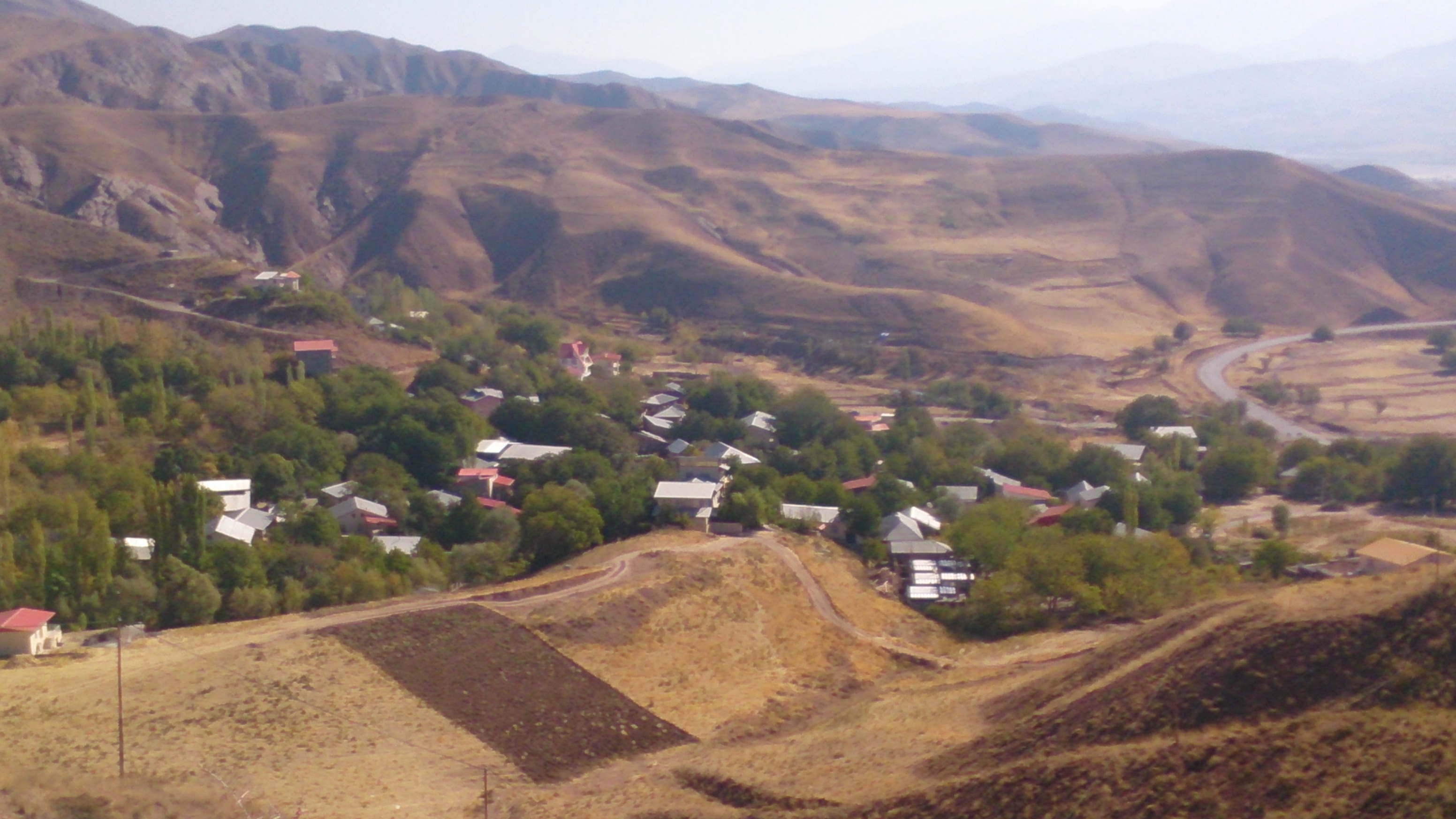
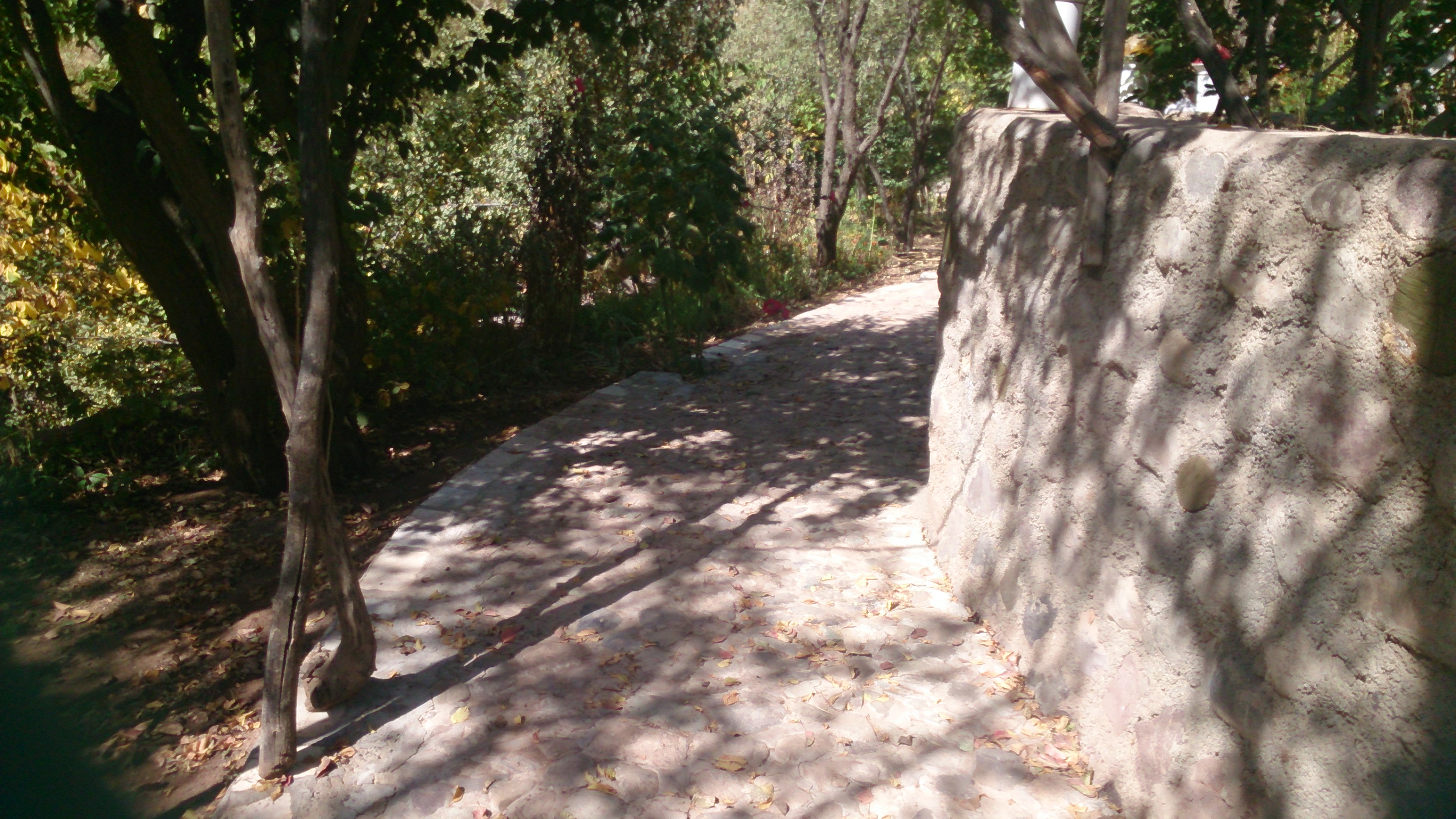
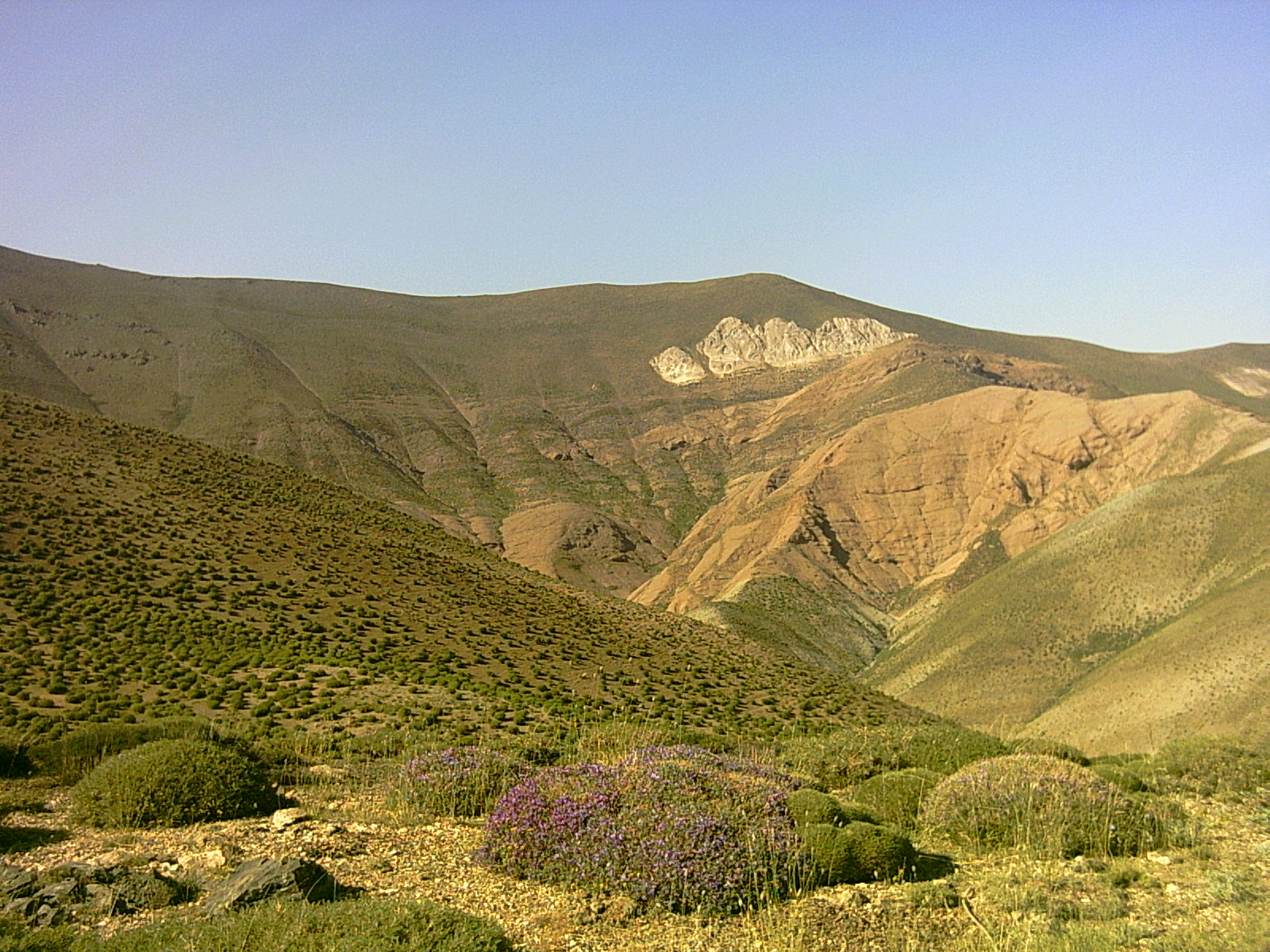
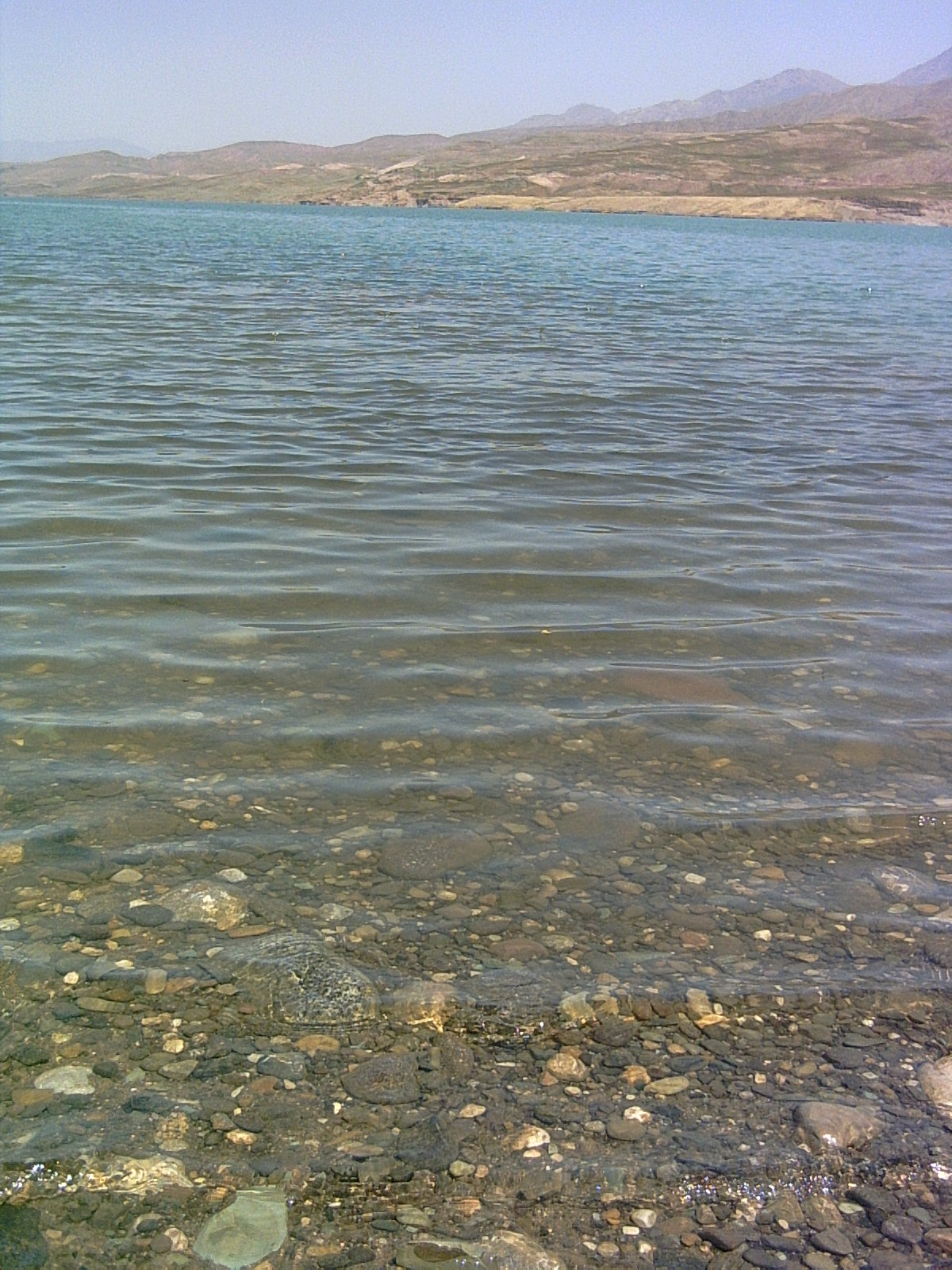
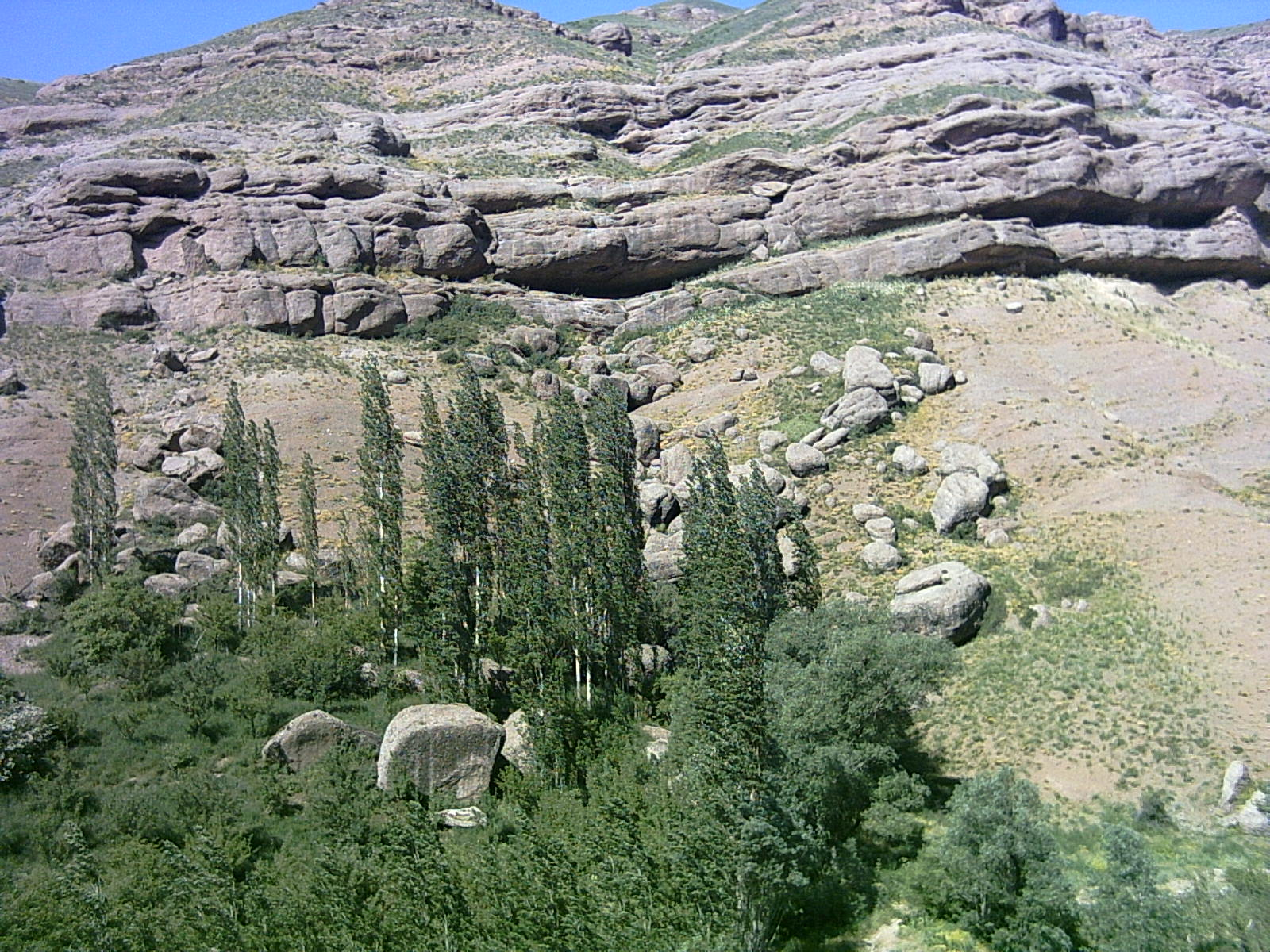
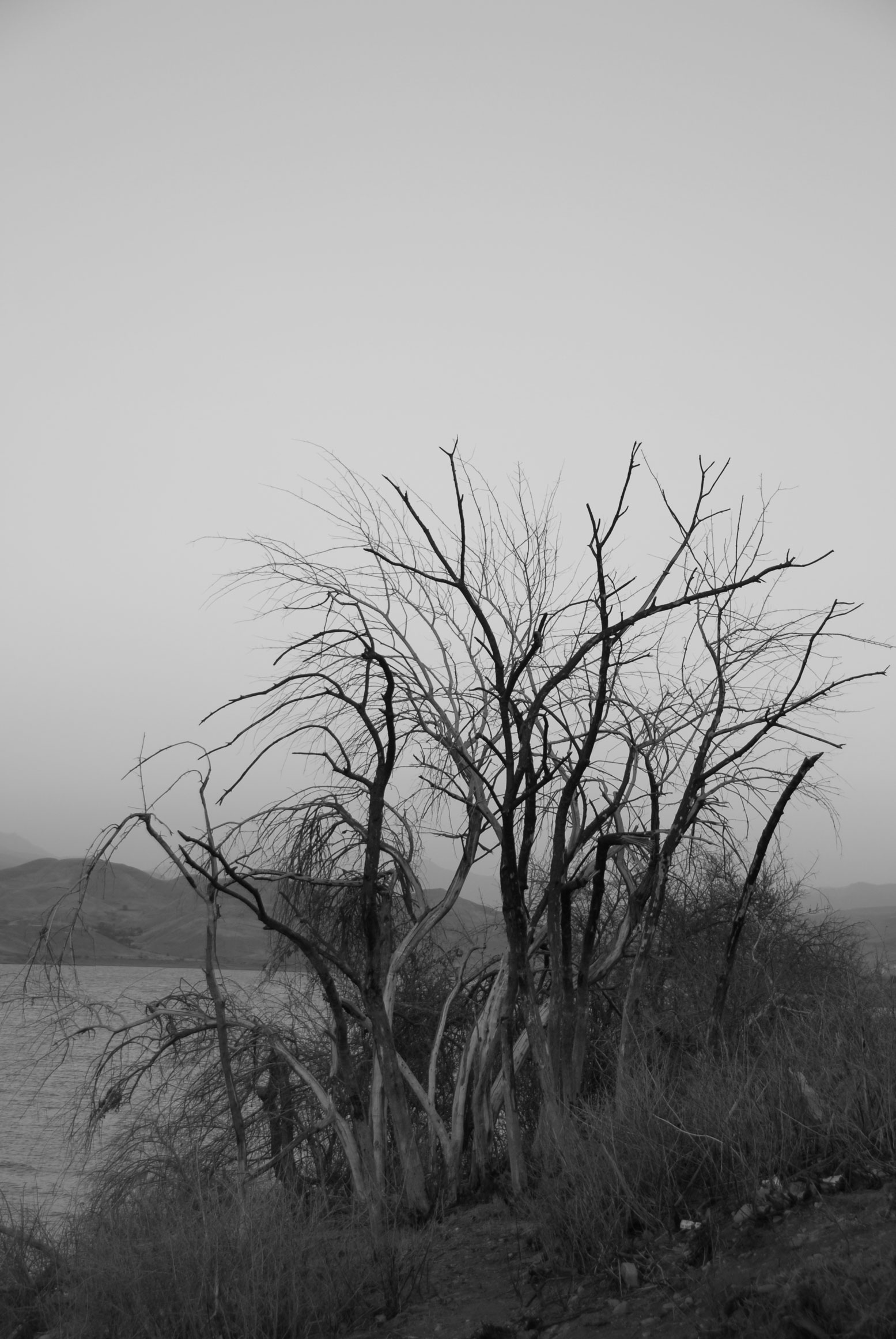
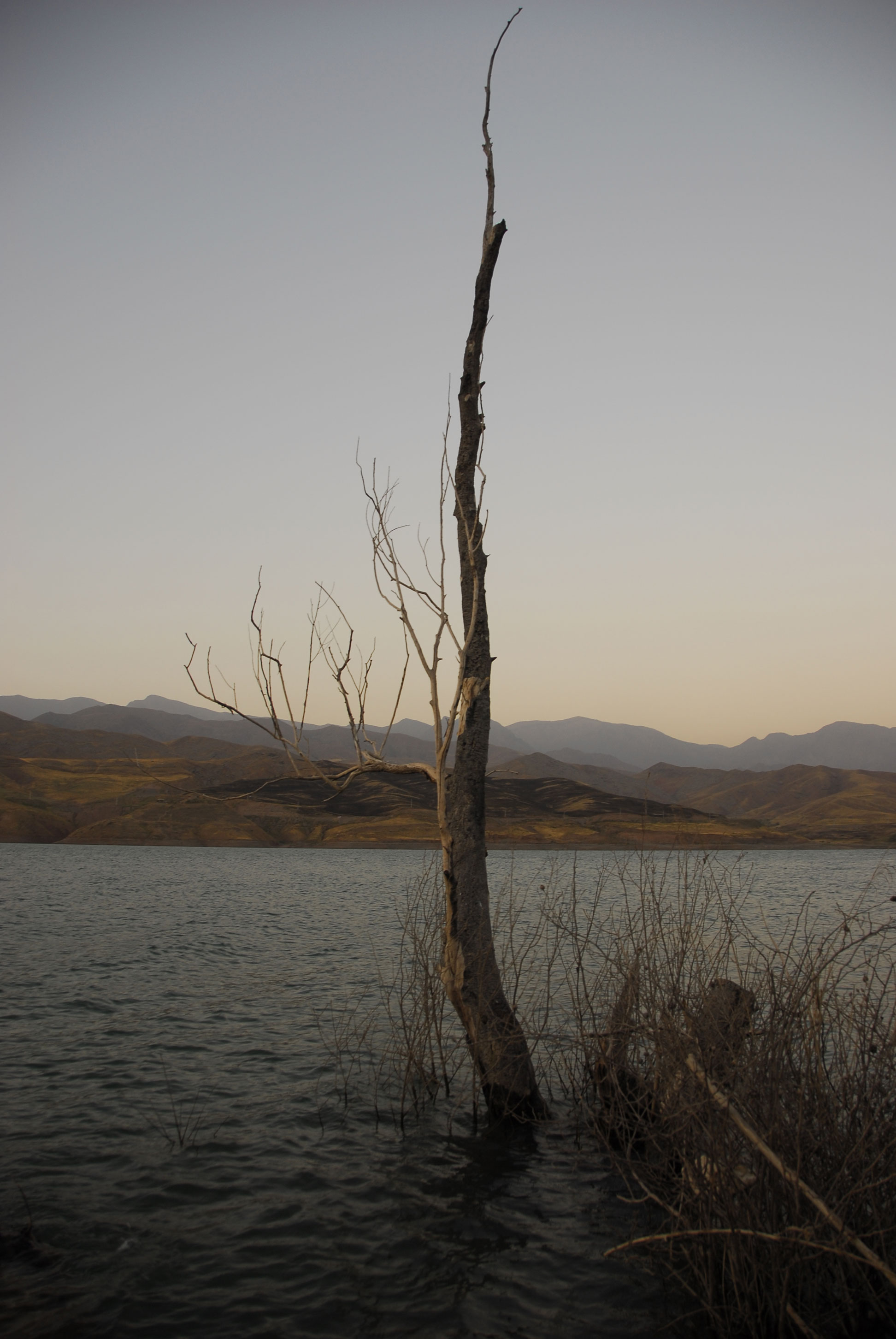
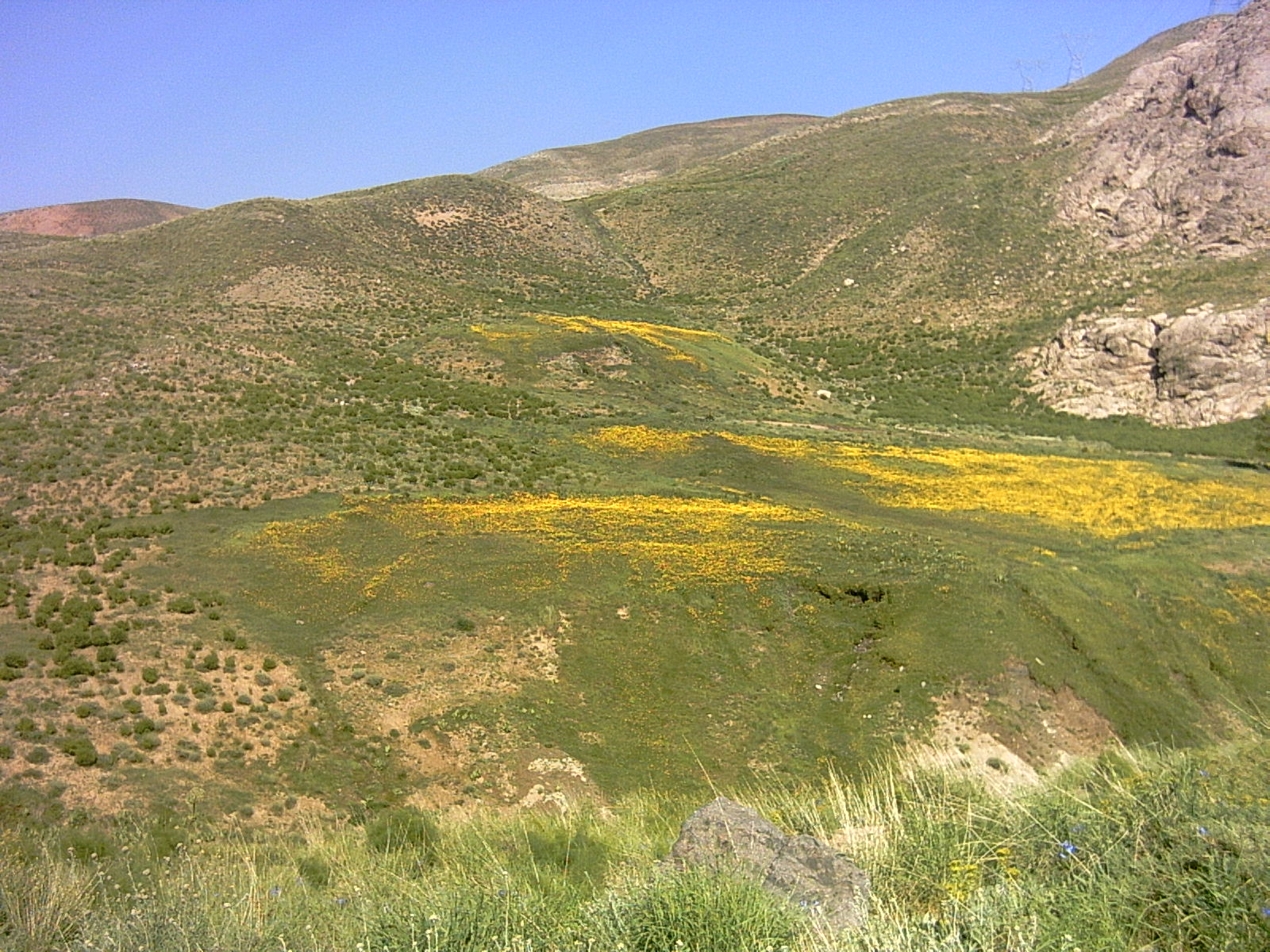
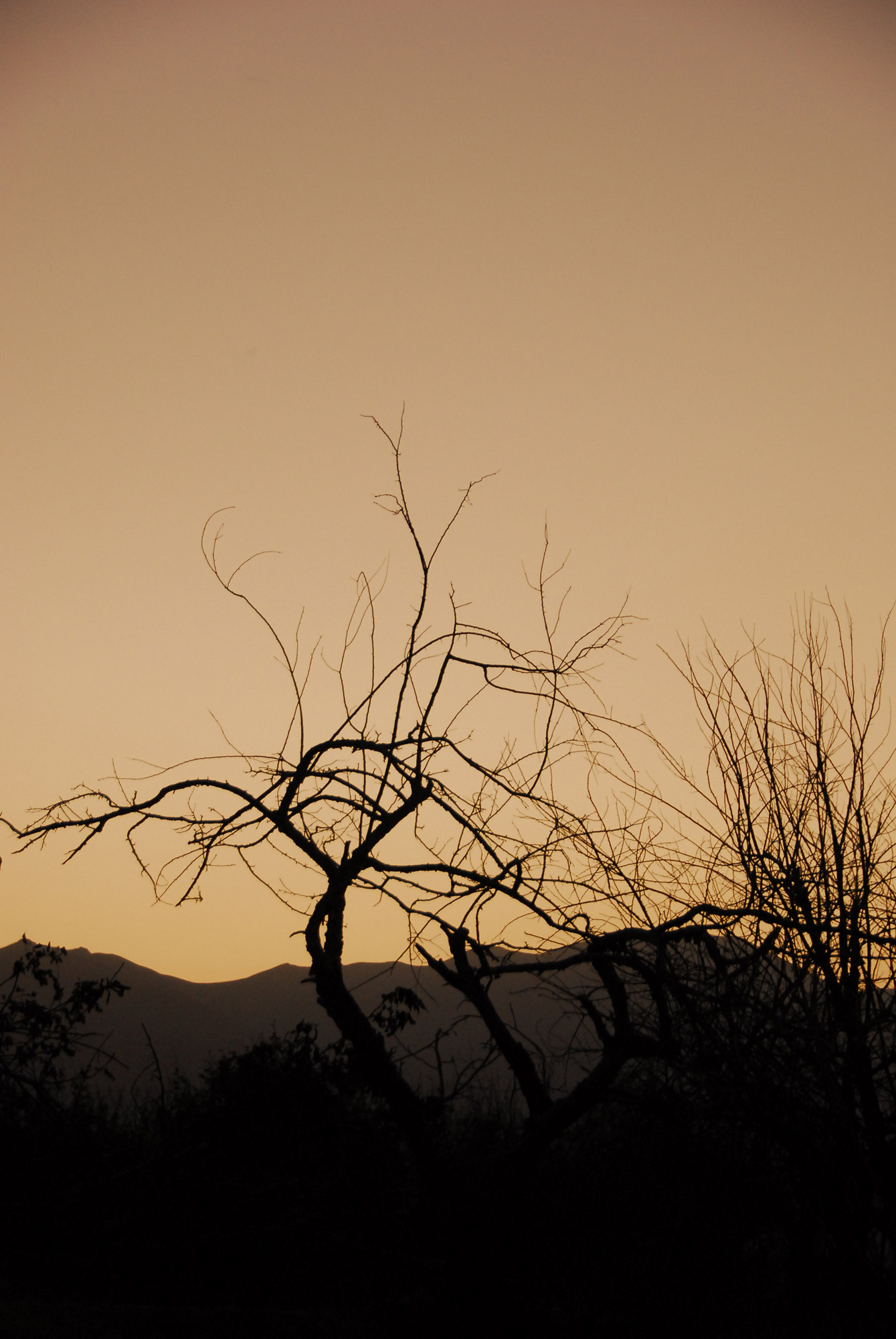
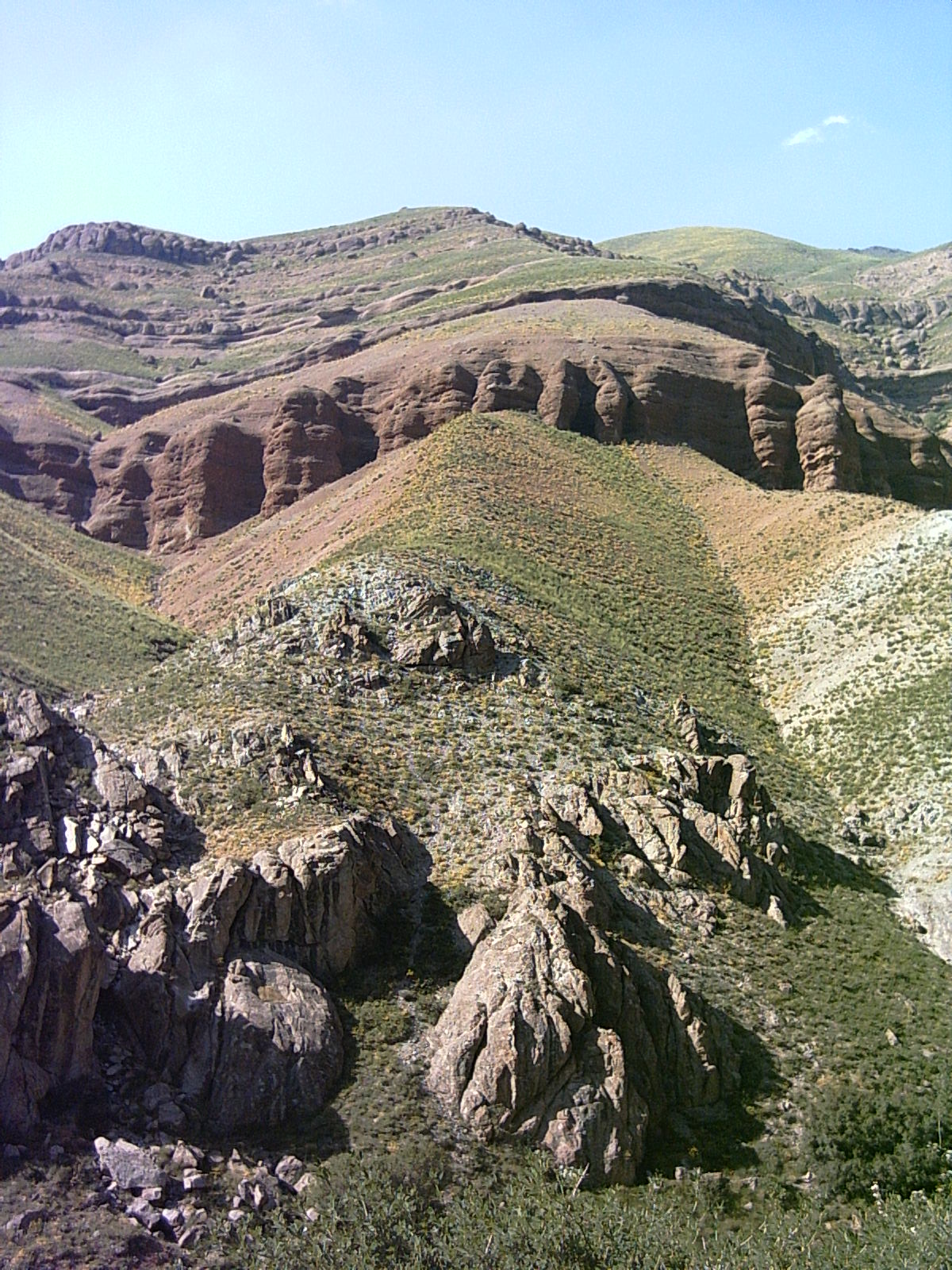
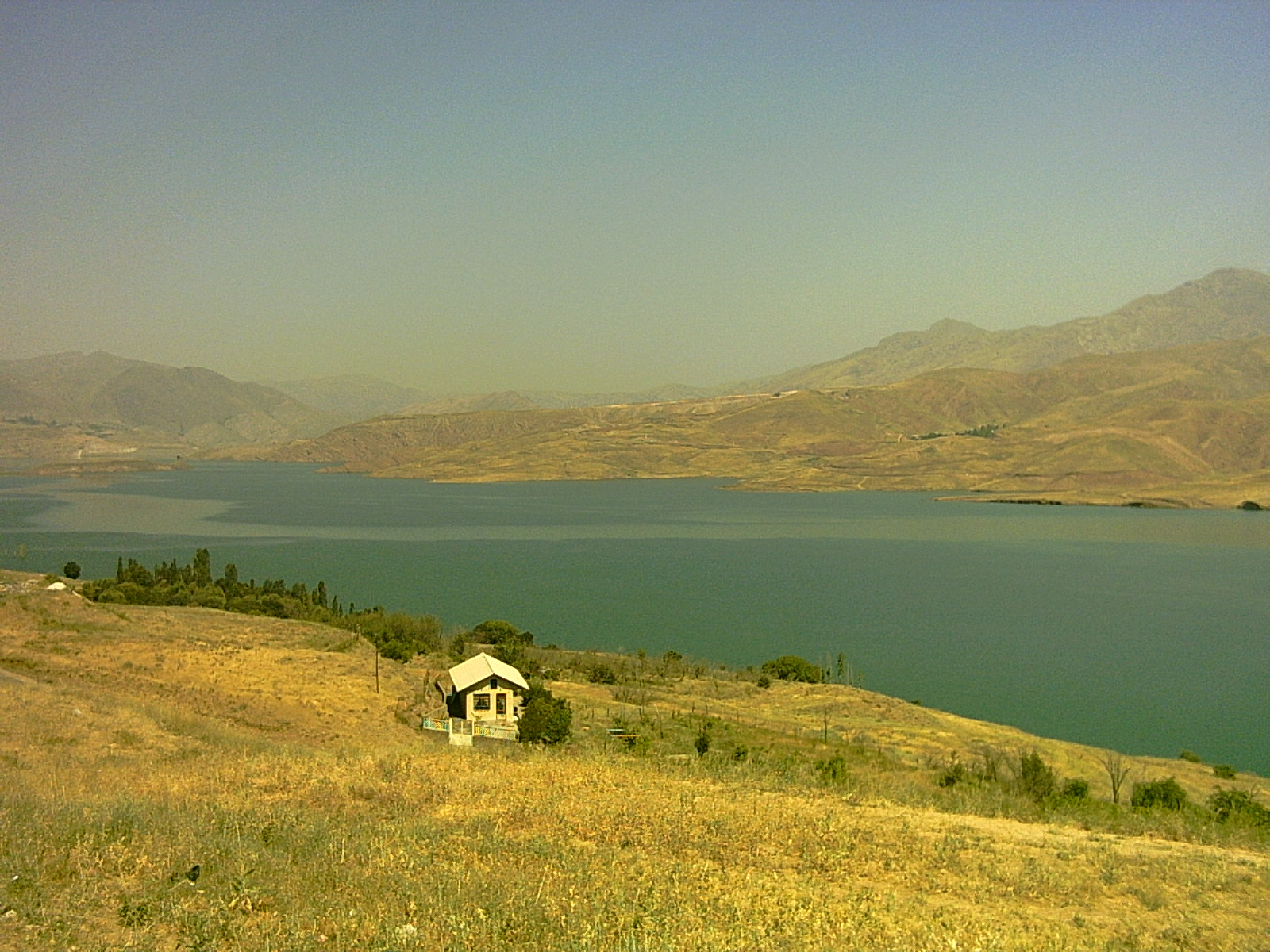
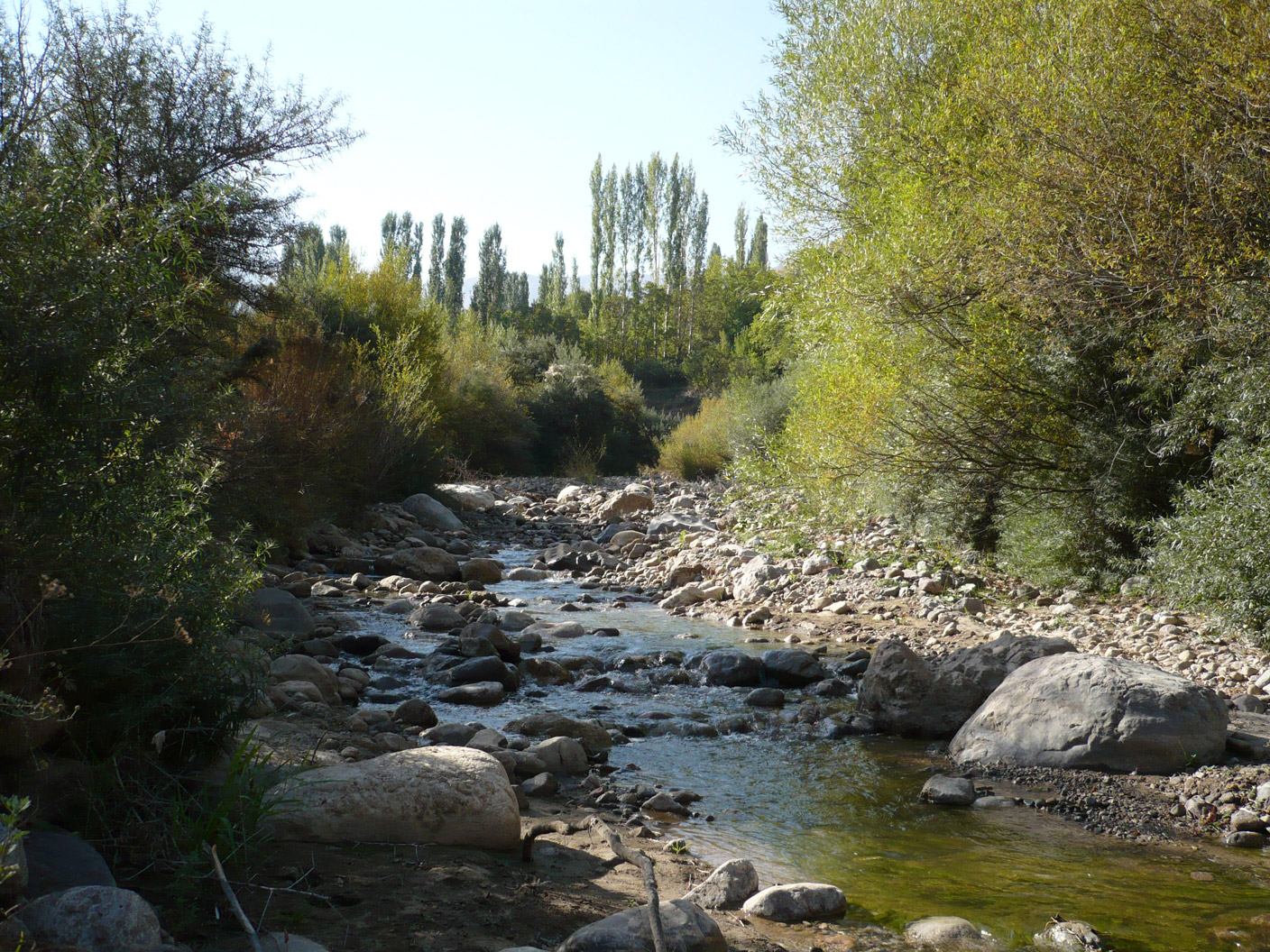
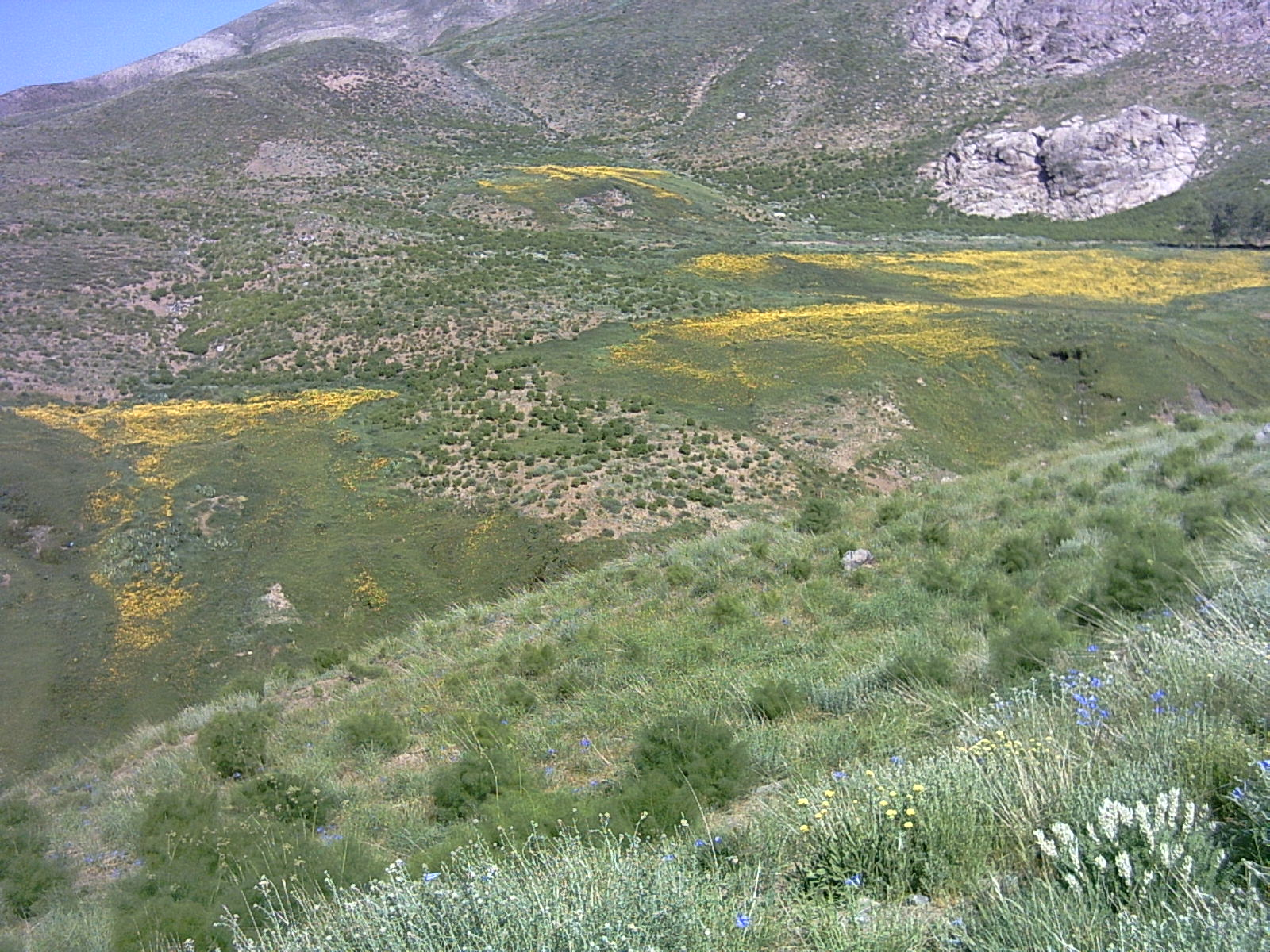
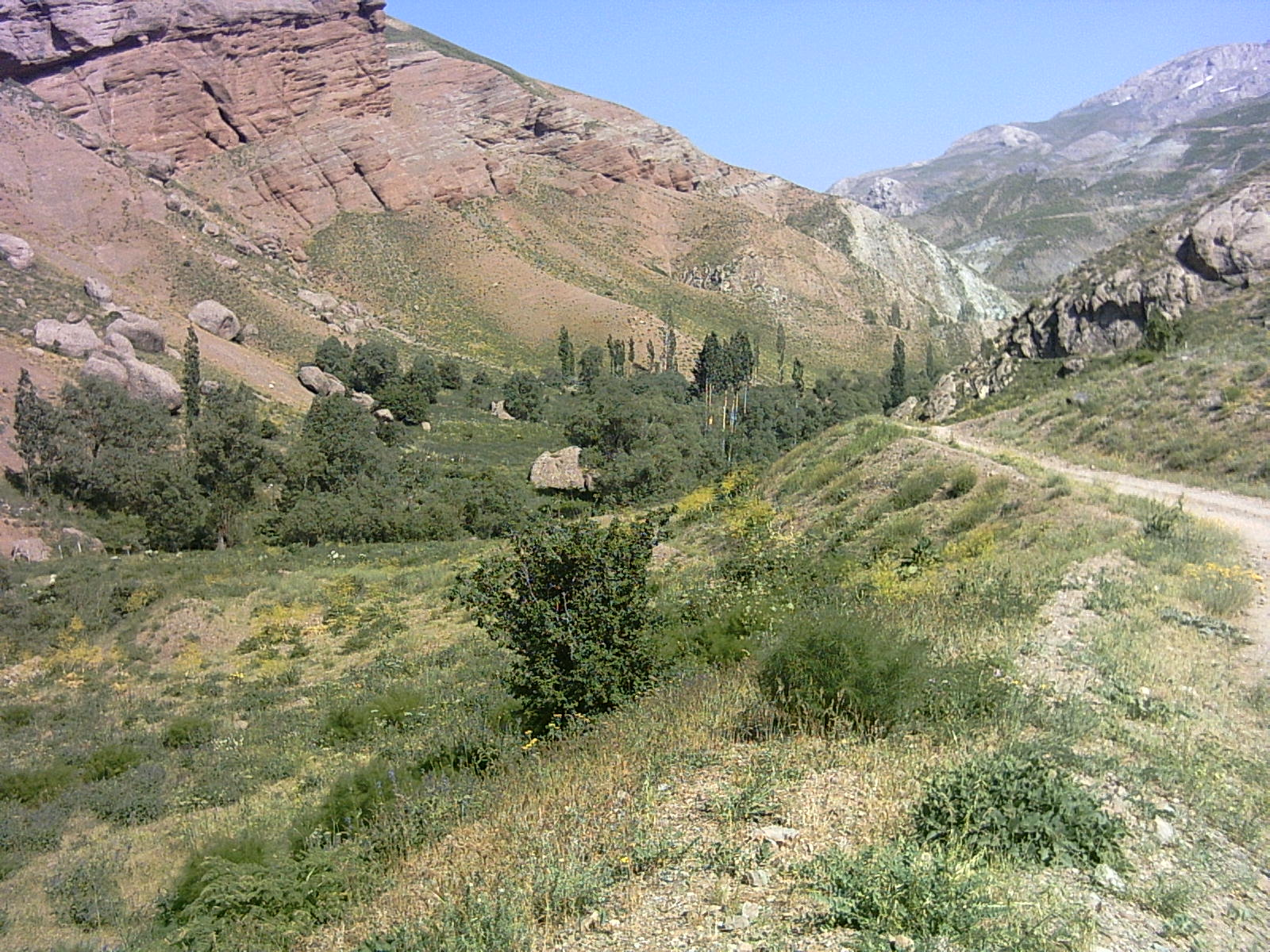
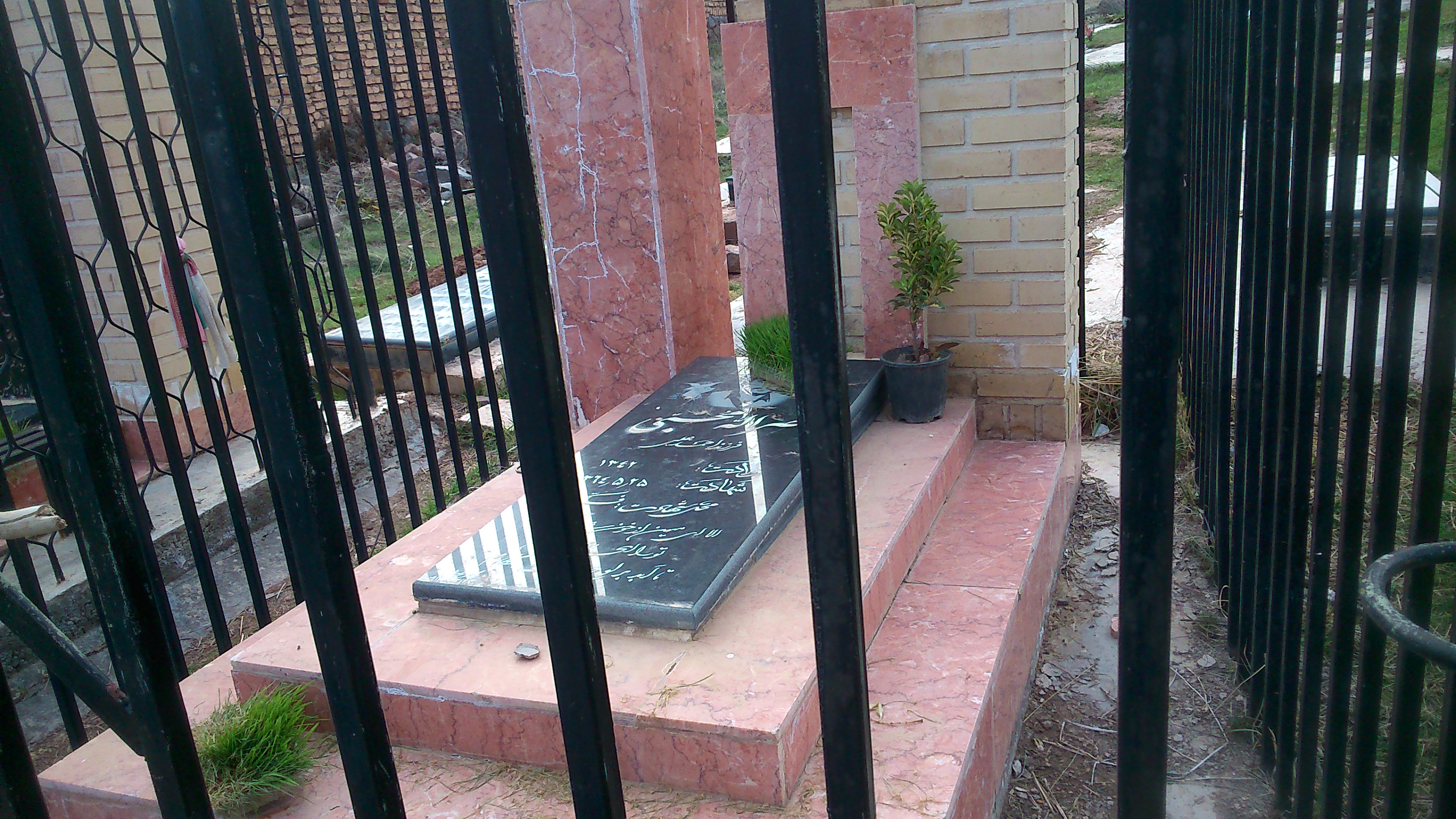
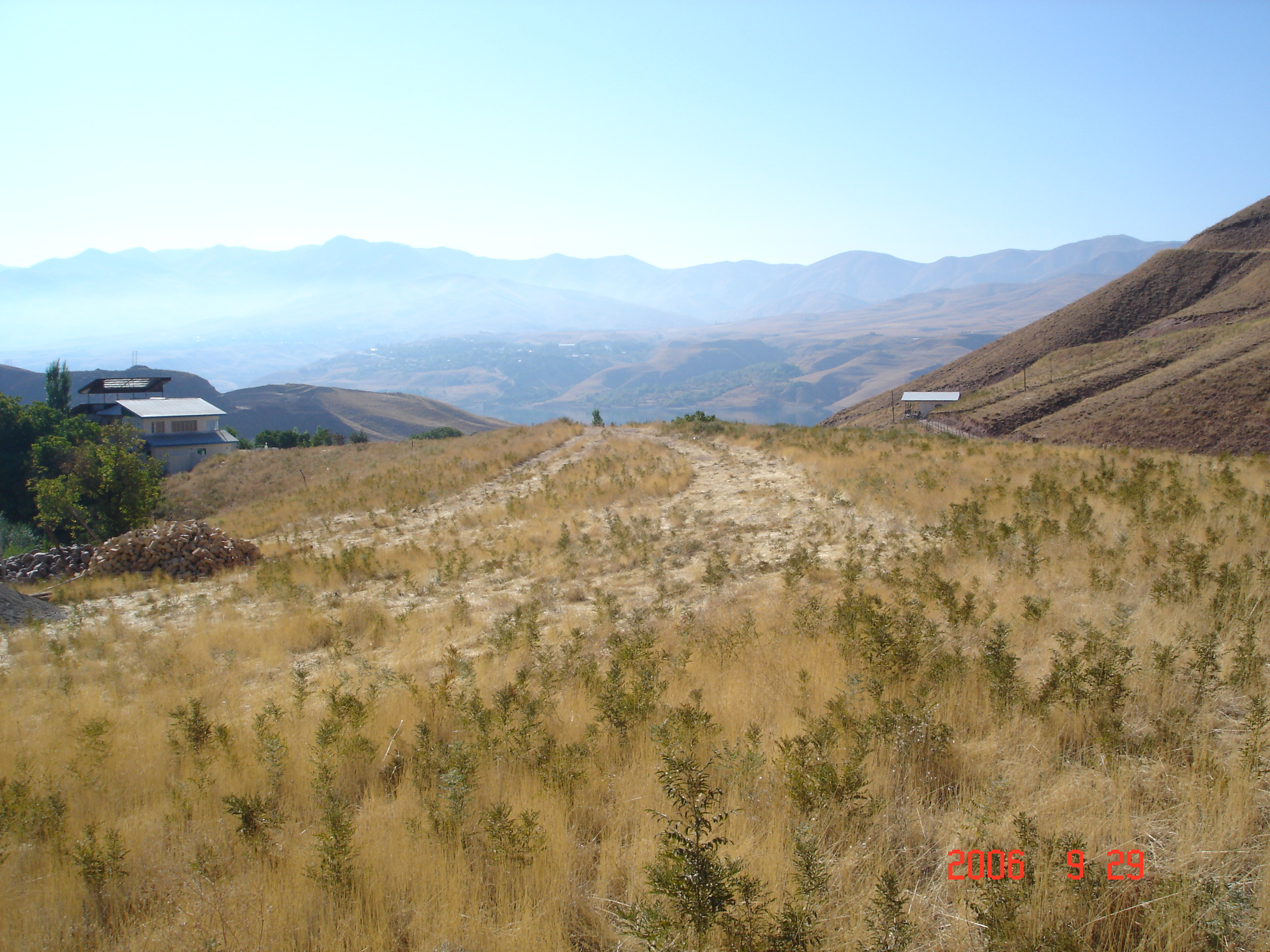
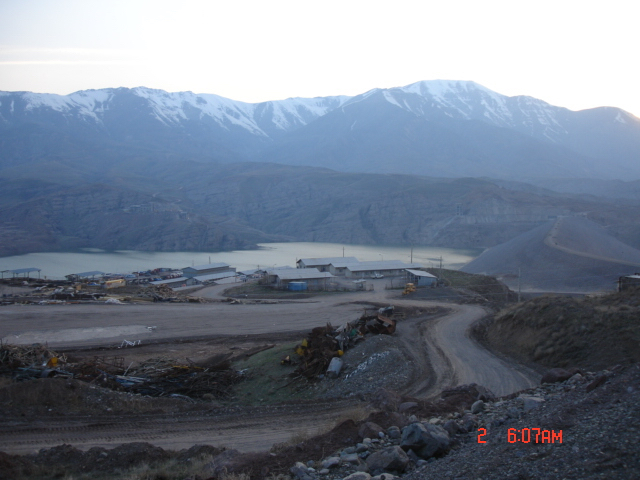
سد طالقان قبل از اتمام
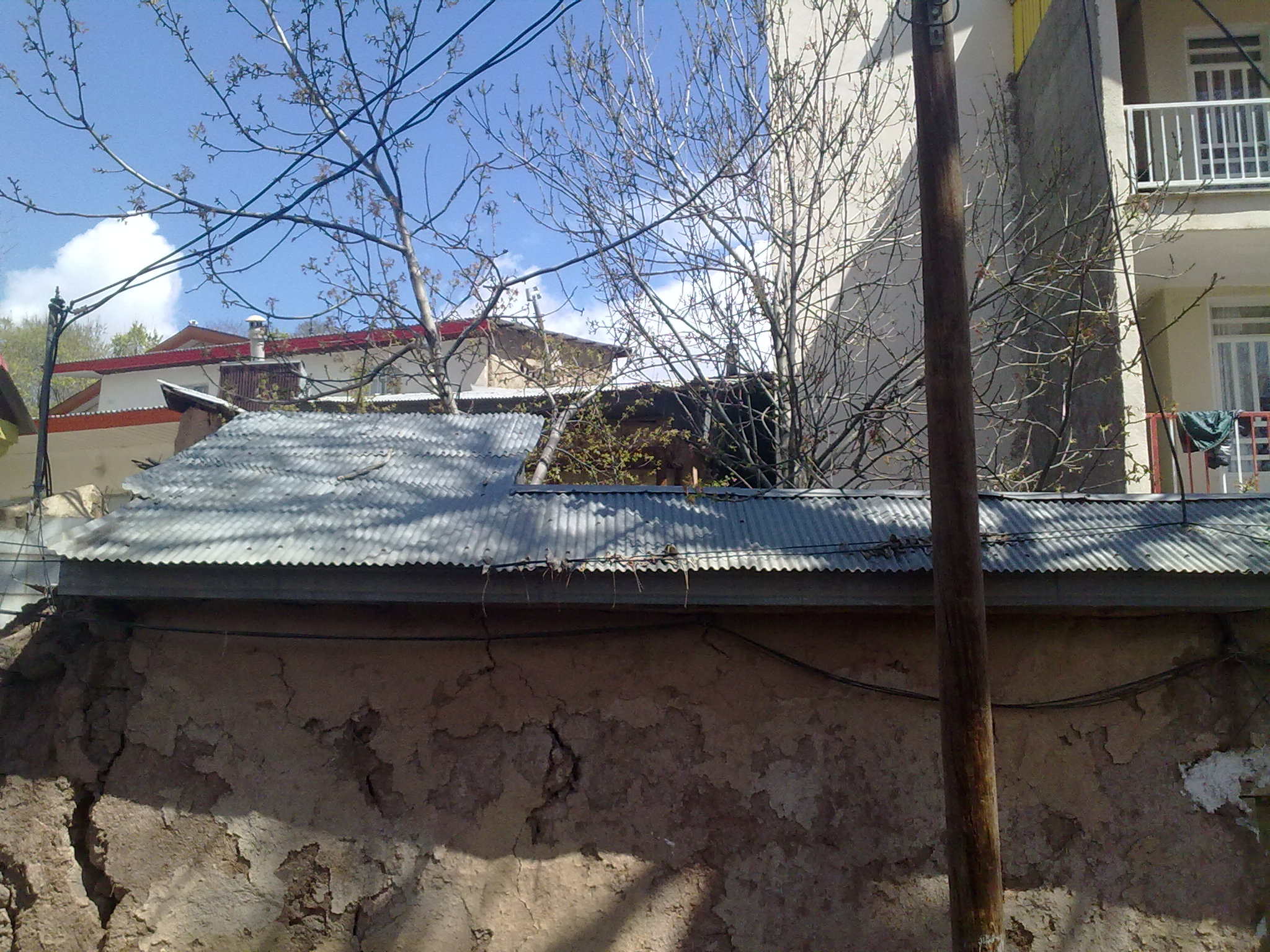
خانه قدیمی
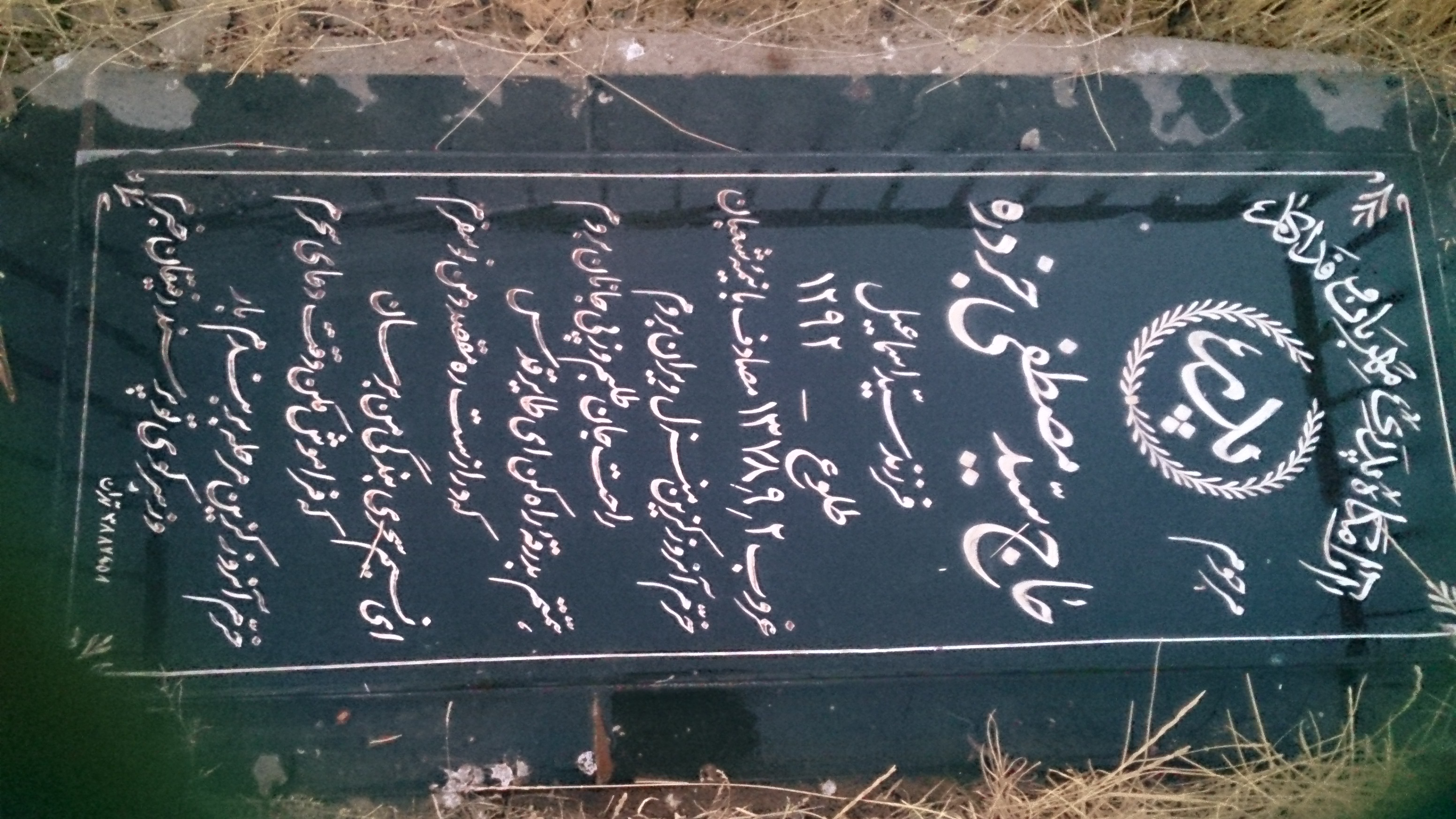
آرامگاه در مزار آرموت
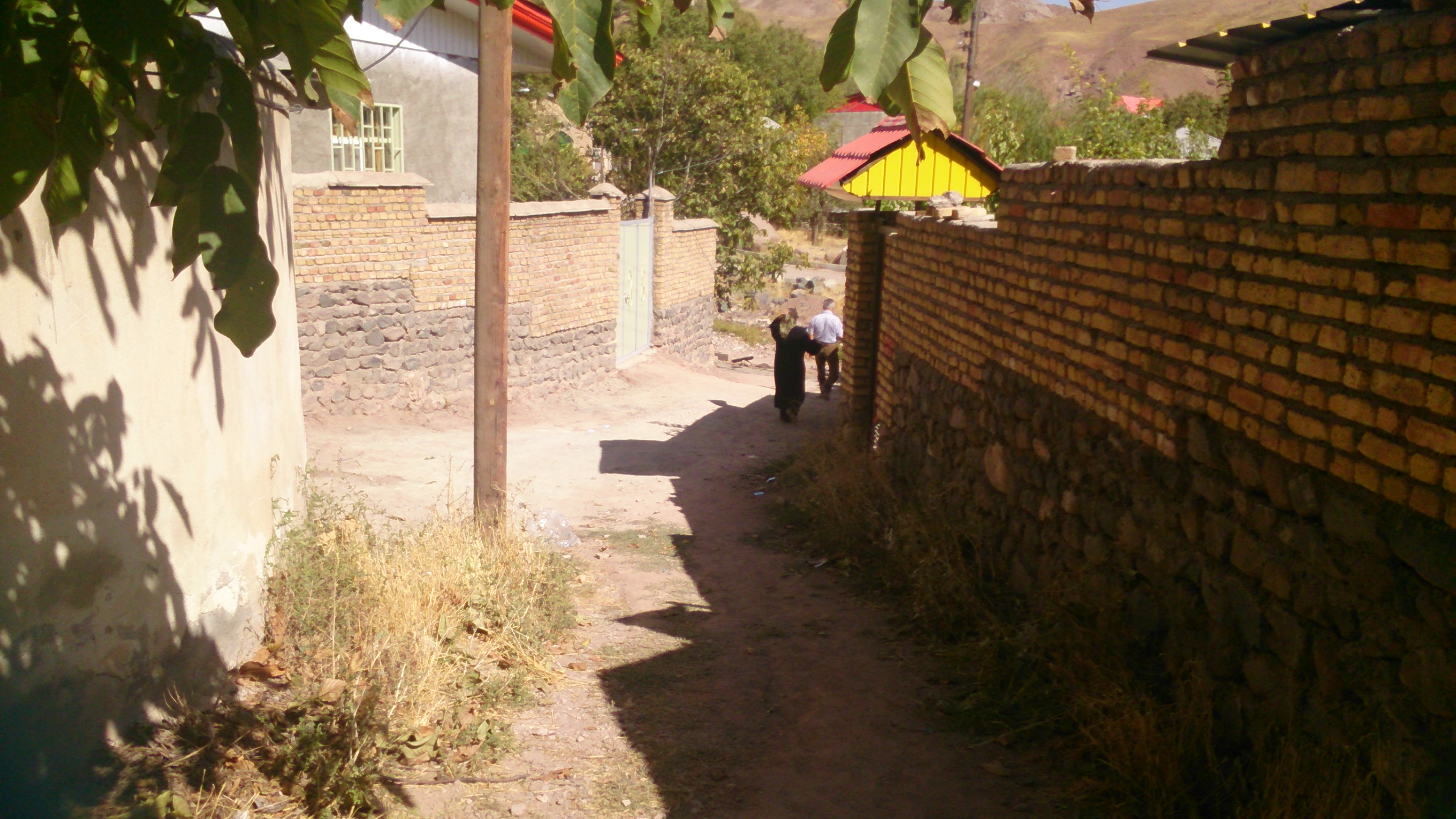
آرموت
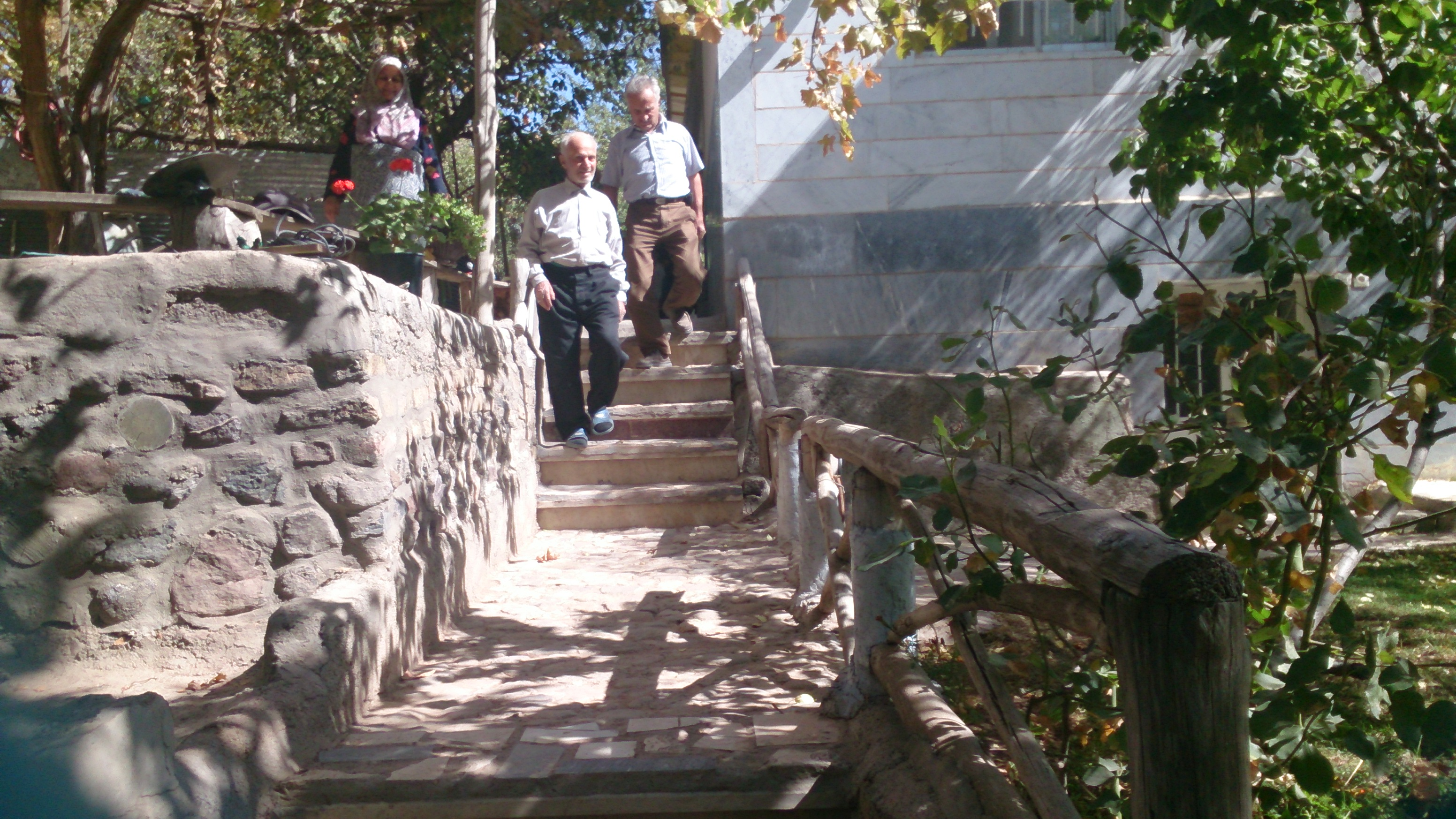
خانه قدیمی
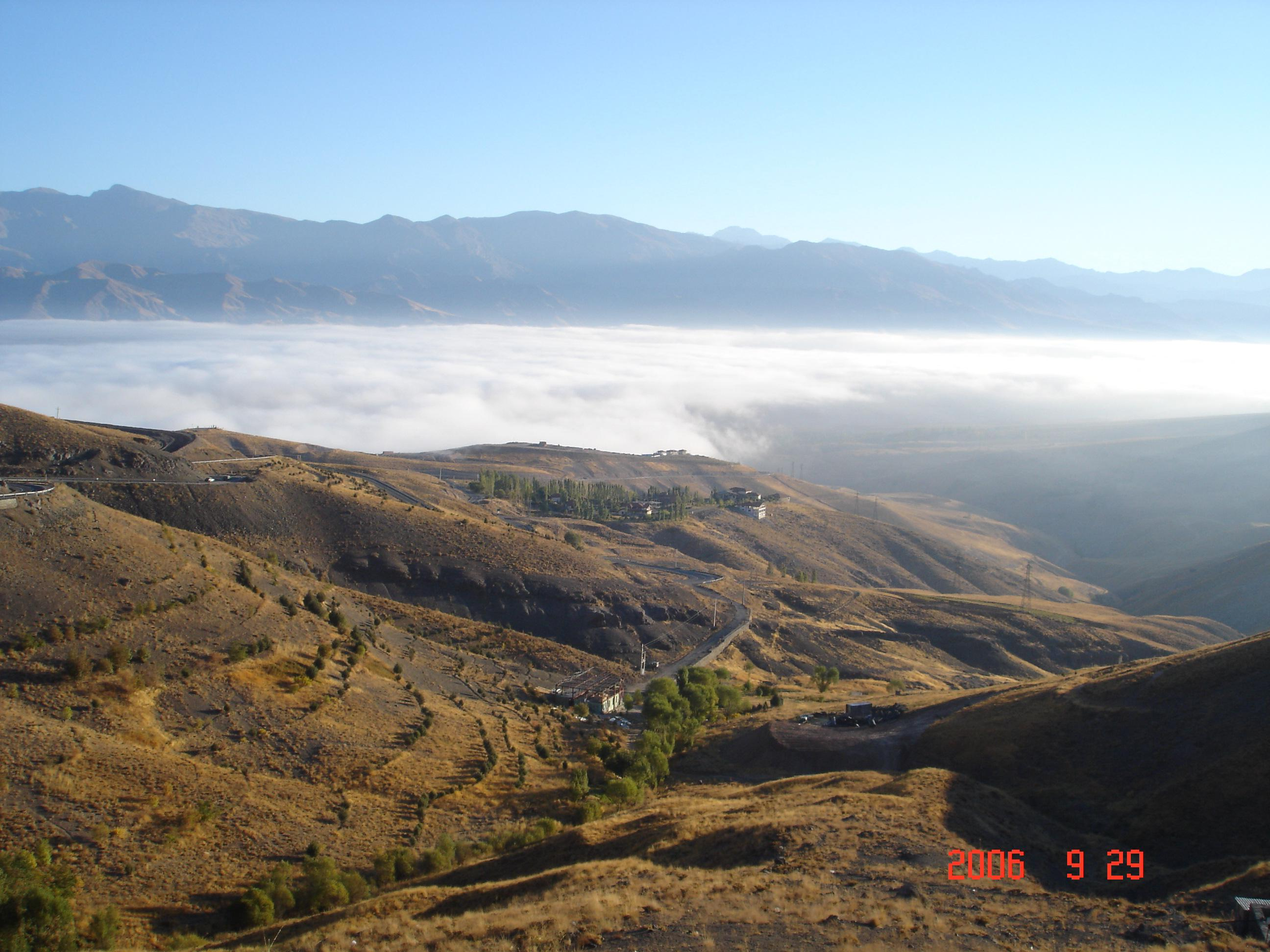
آرموت چشماسر
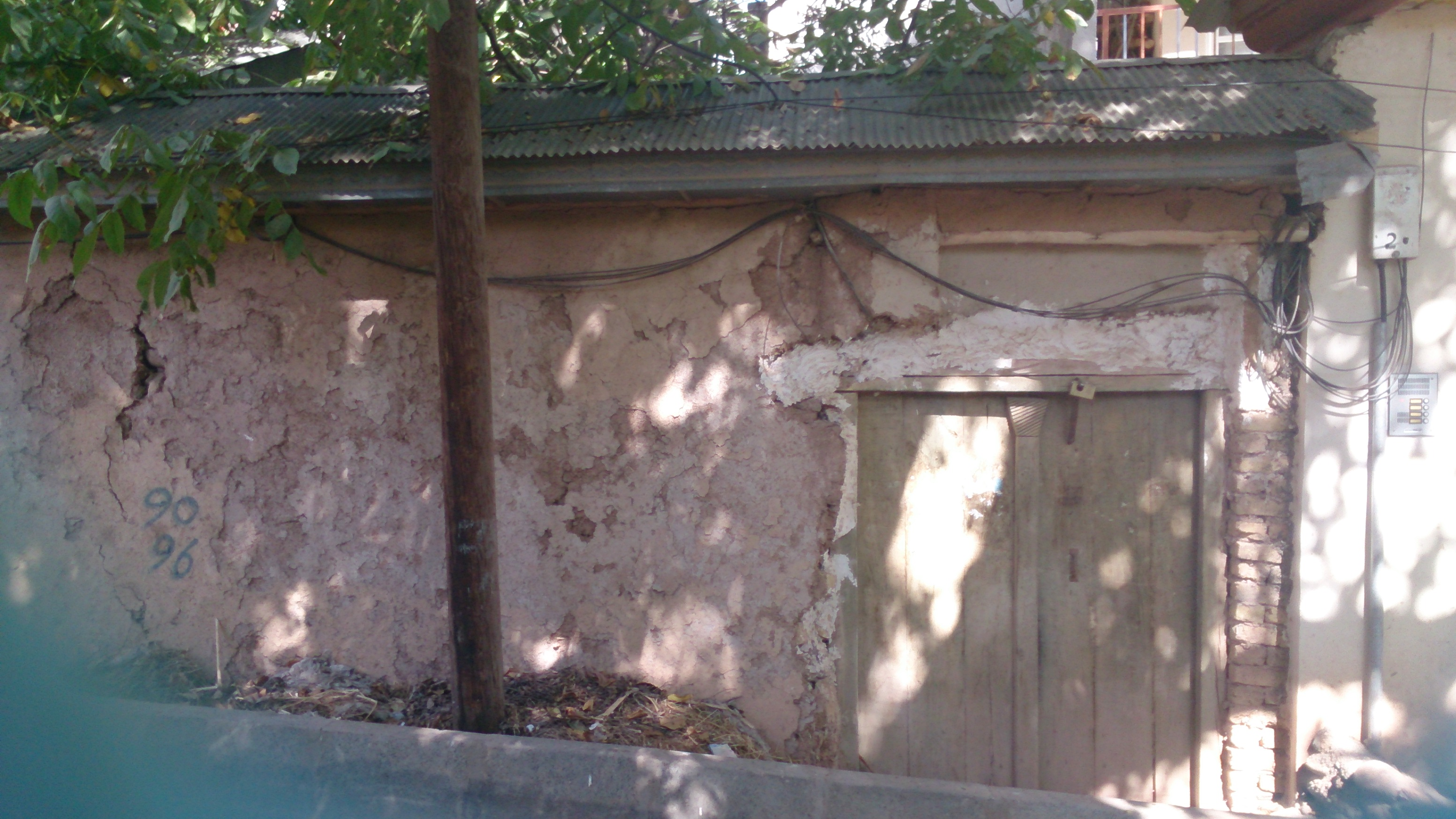
درب چوبی آرموت
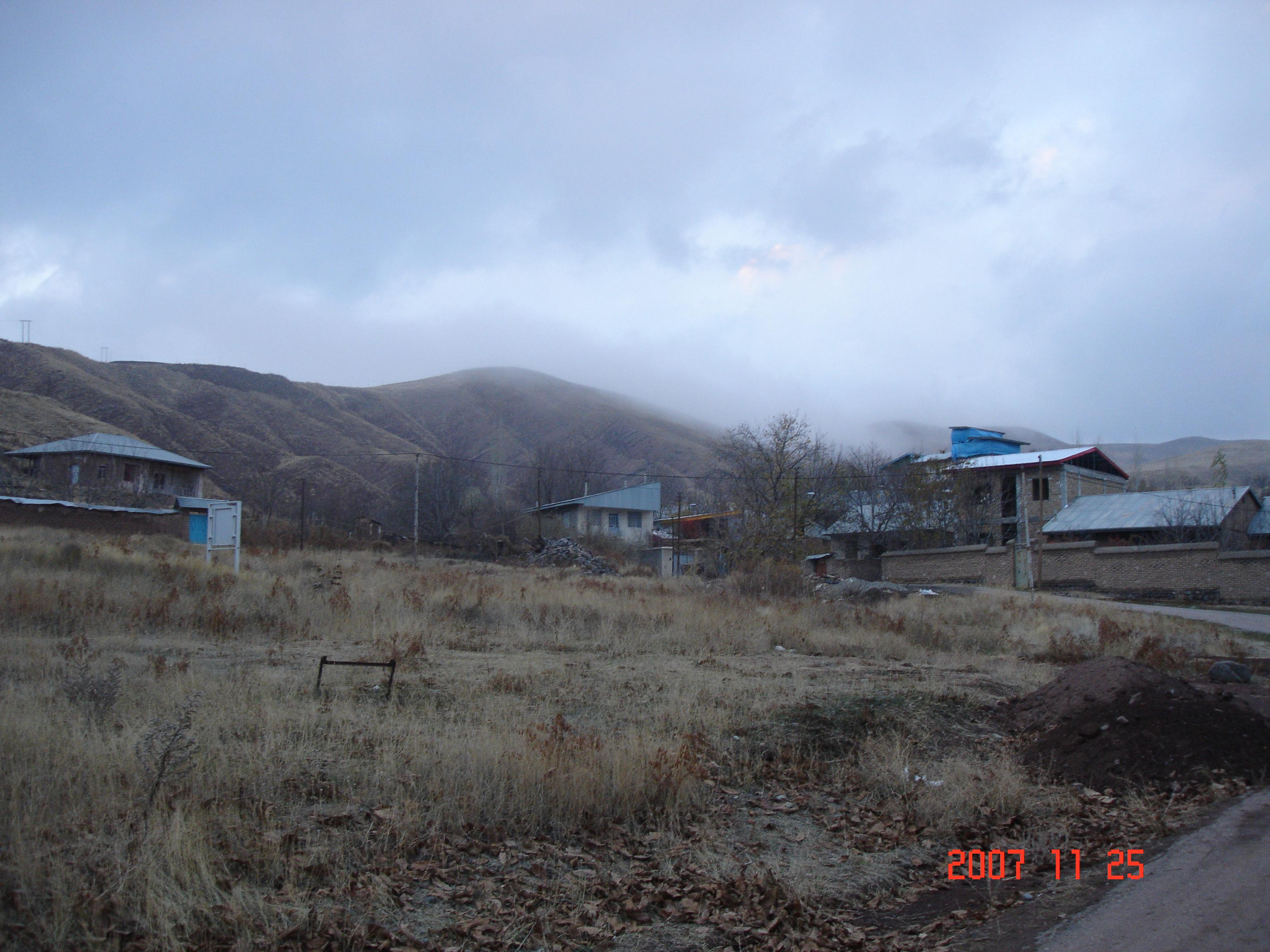
بن دشت آرموت
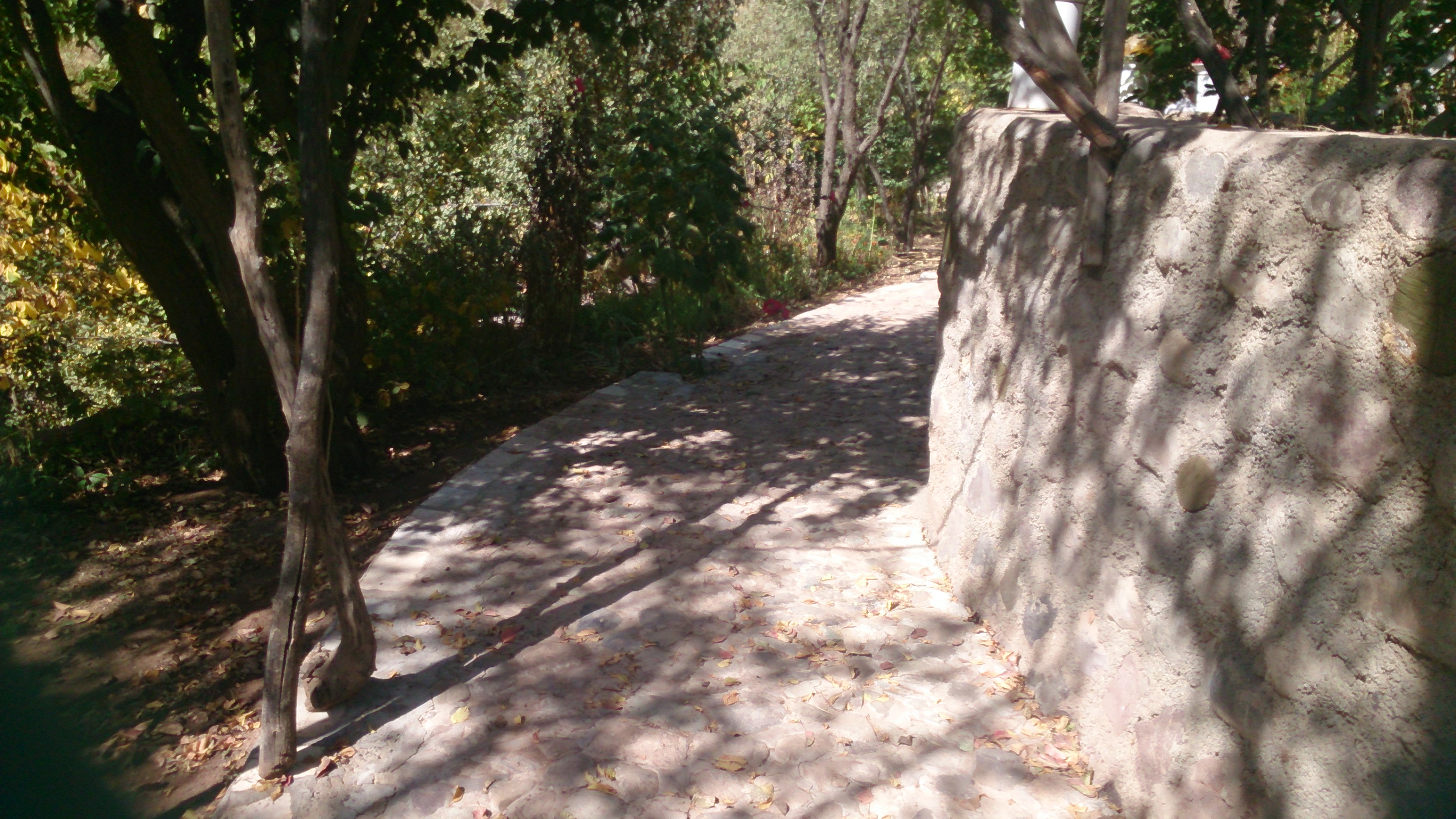
چشماسر آرموت
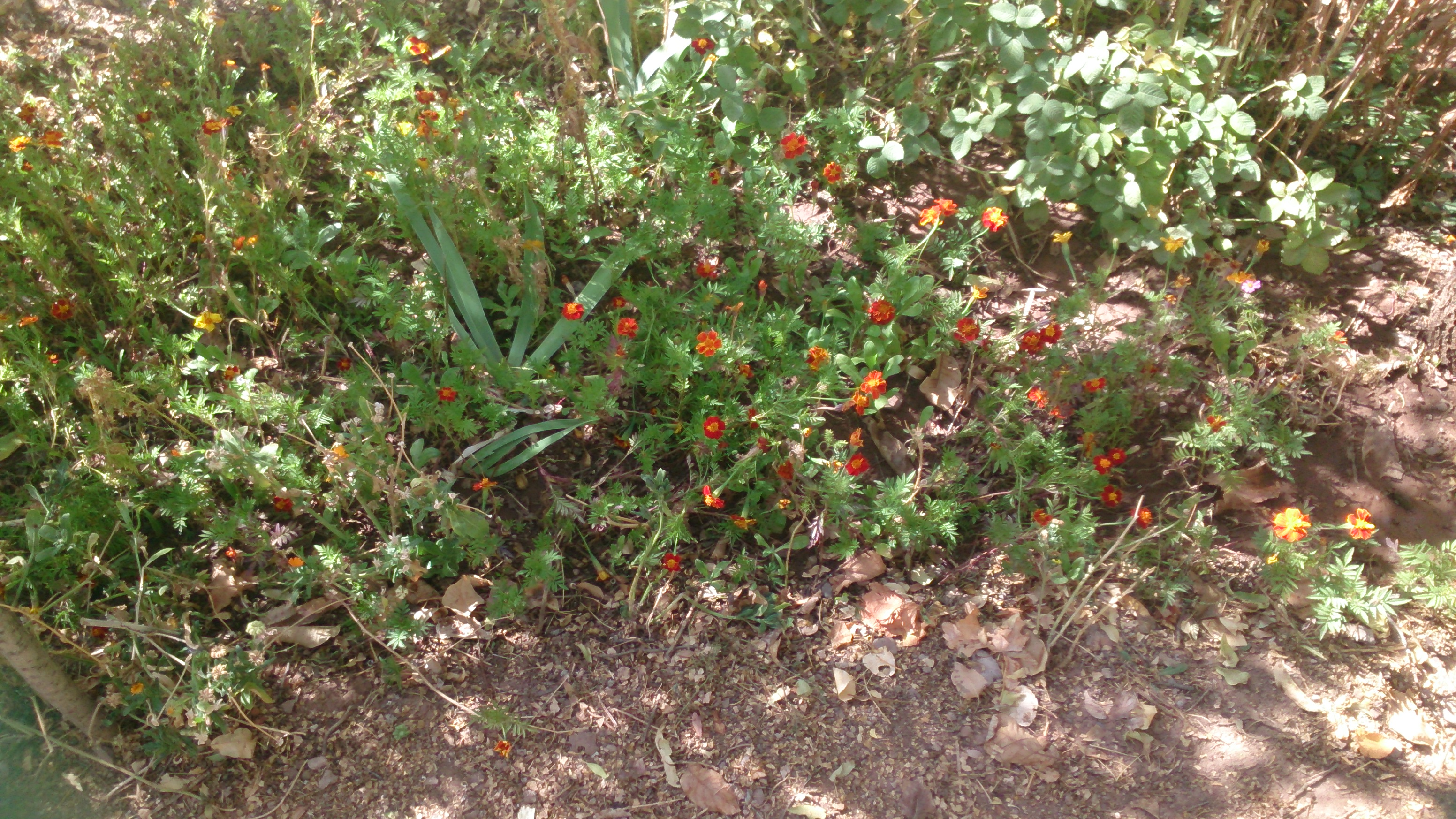
چشماسر آرموت
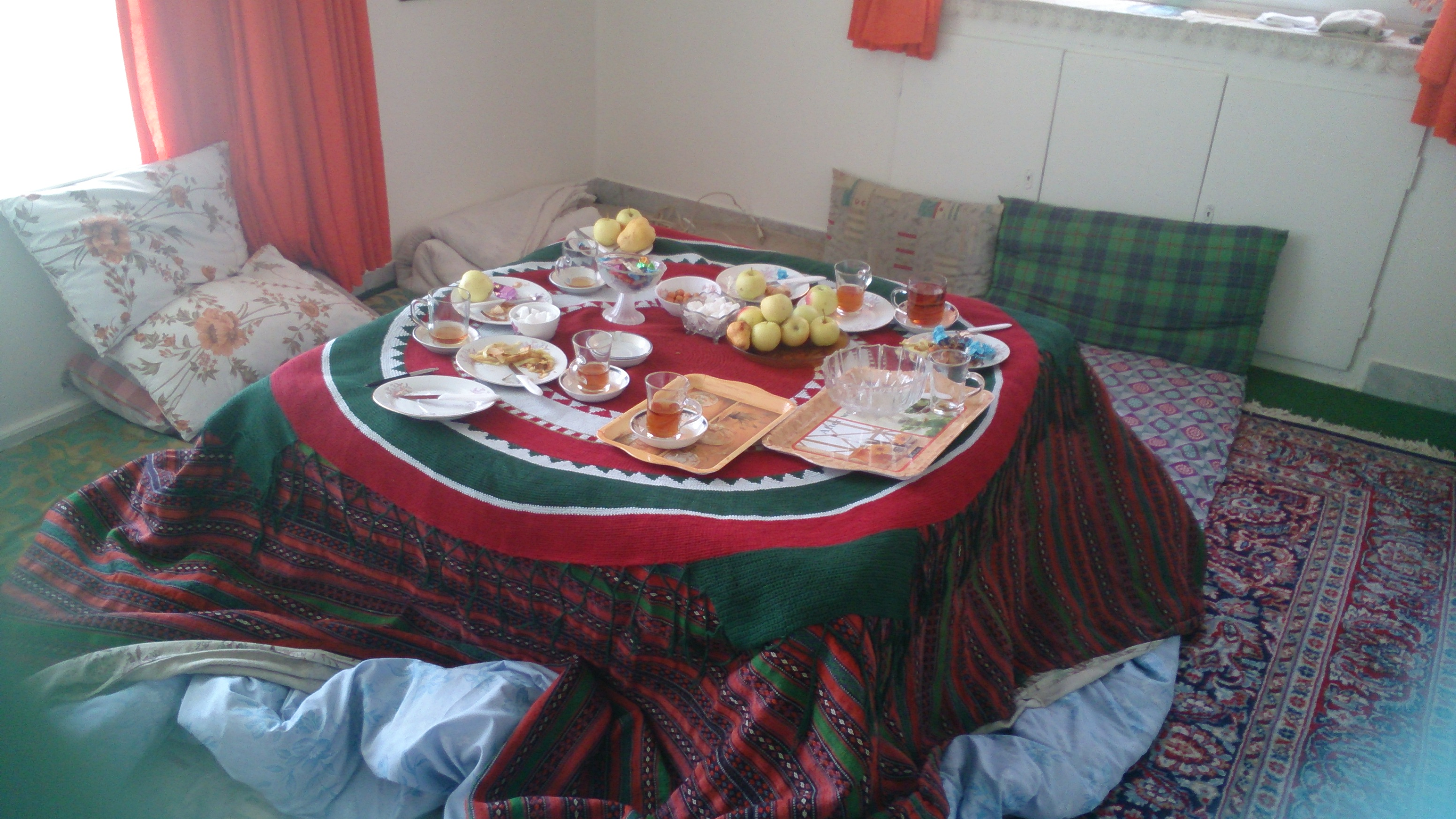
چشماسر آرموت کرسی
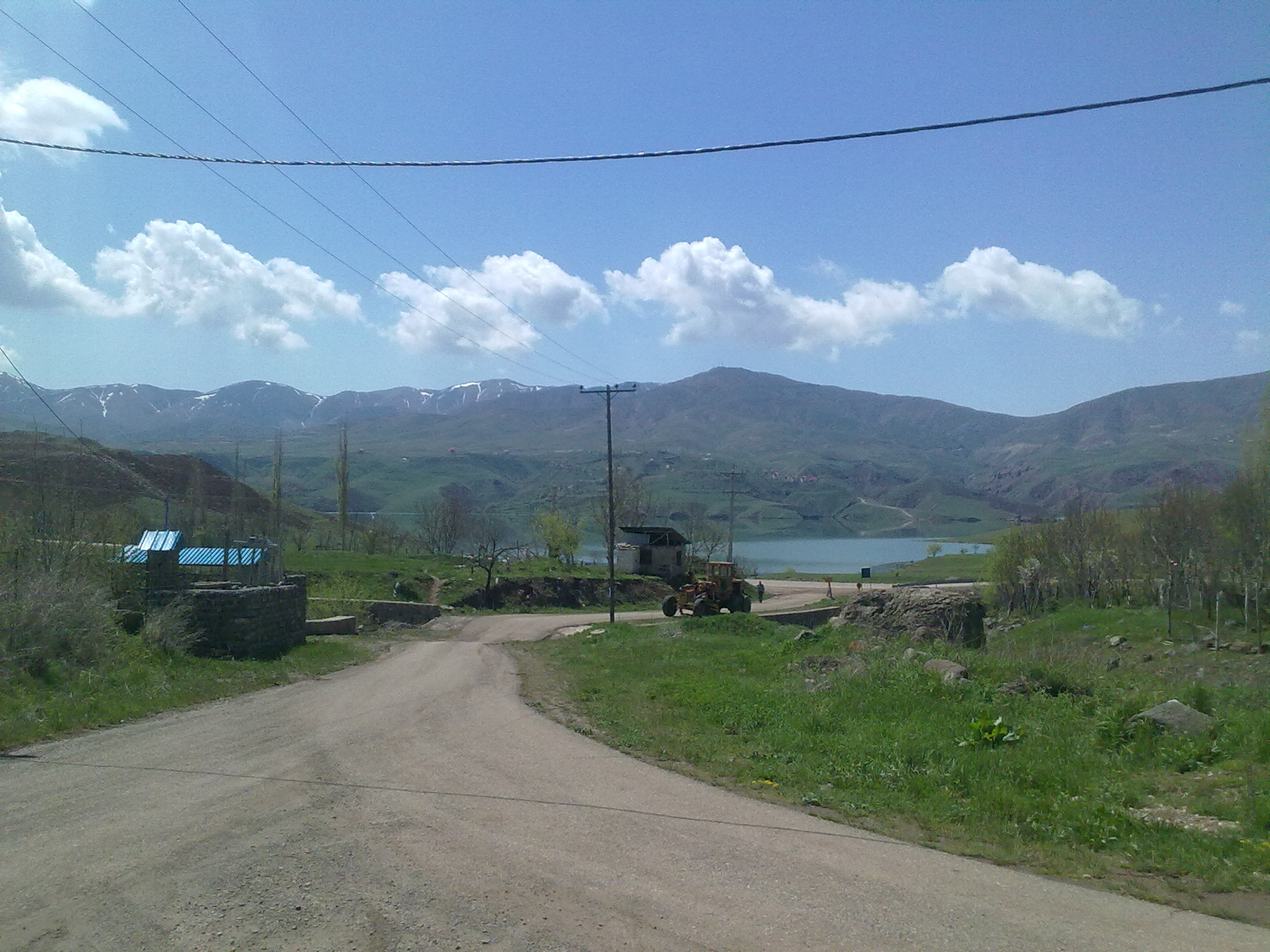
ورودی آرموت
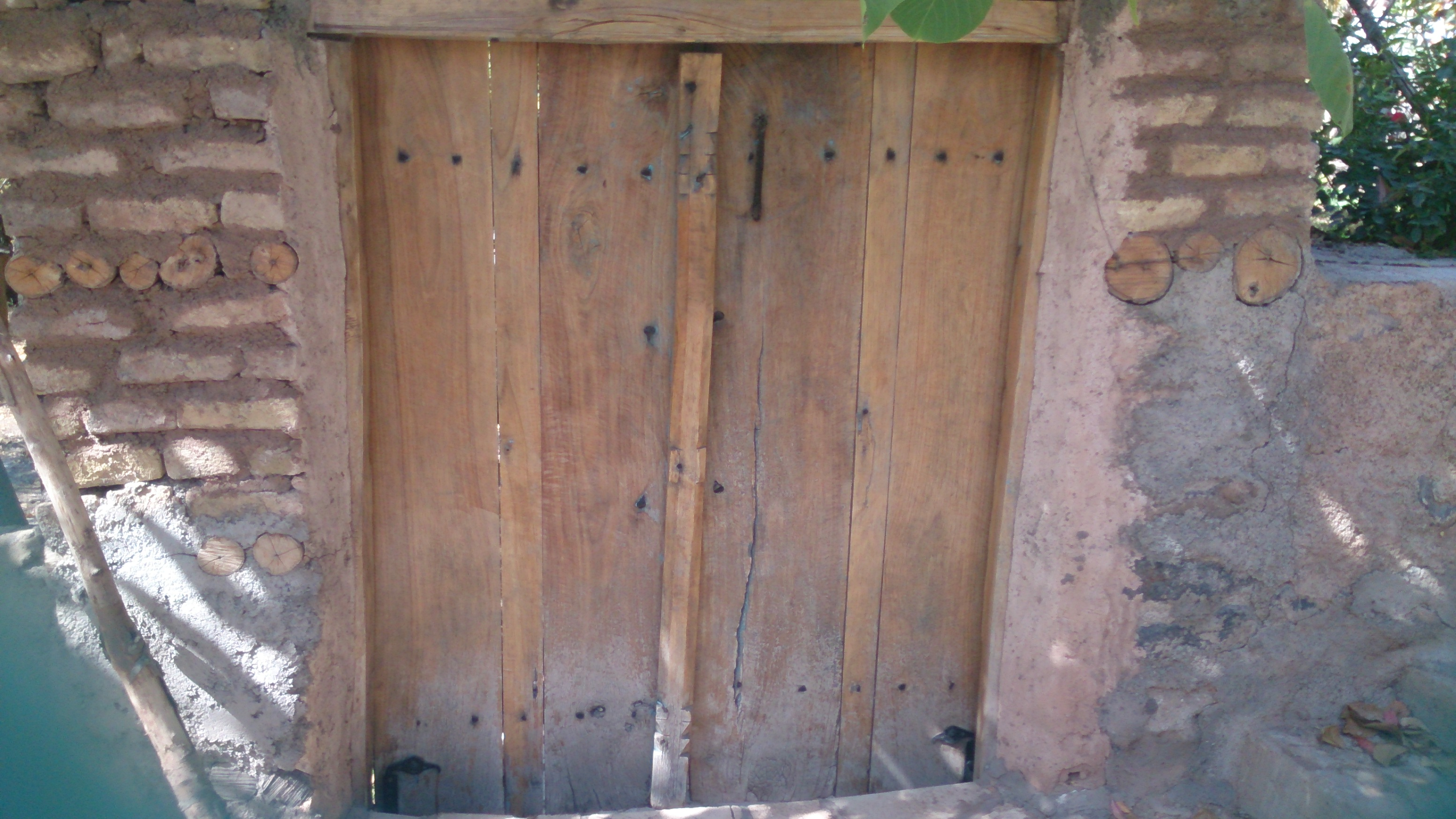
درب چوبی چشماسر آرموت
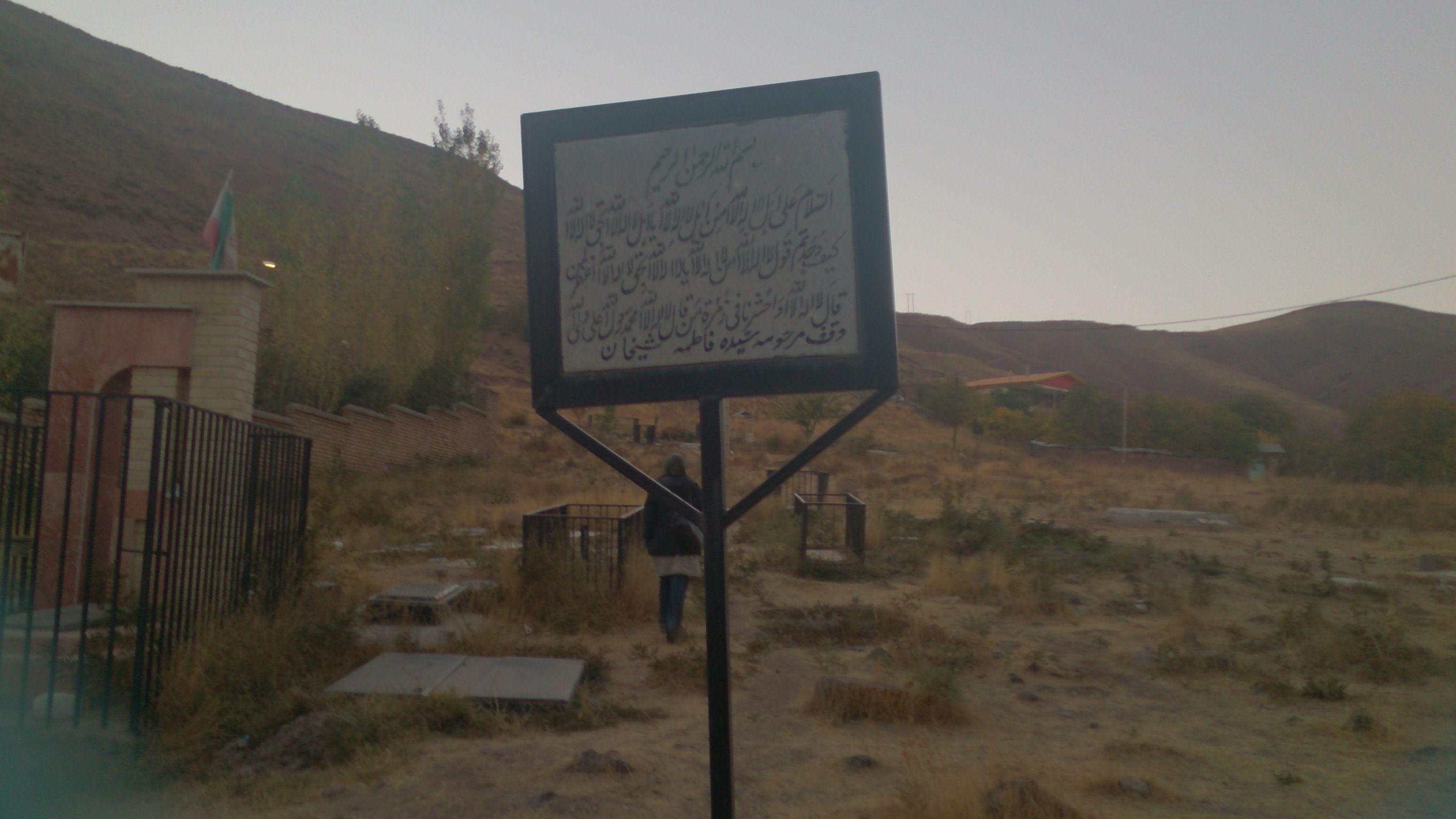
مزار آرموت
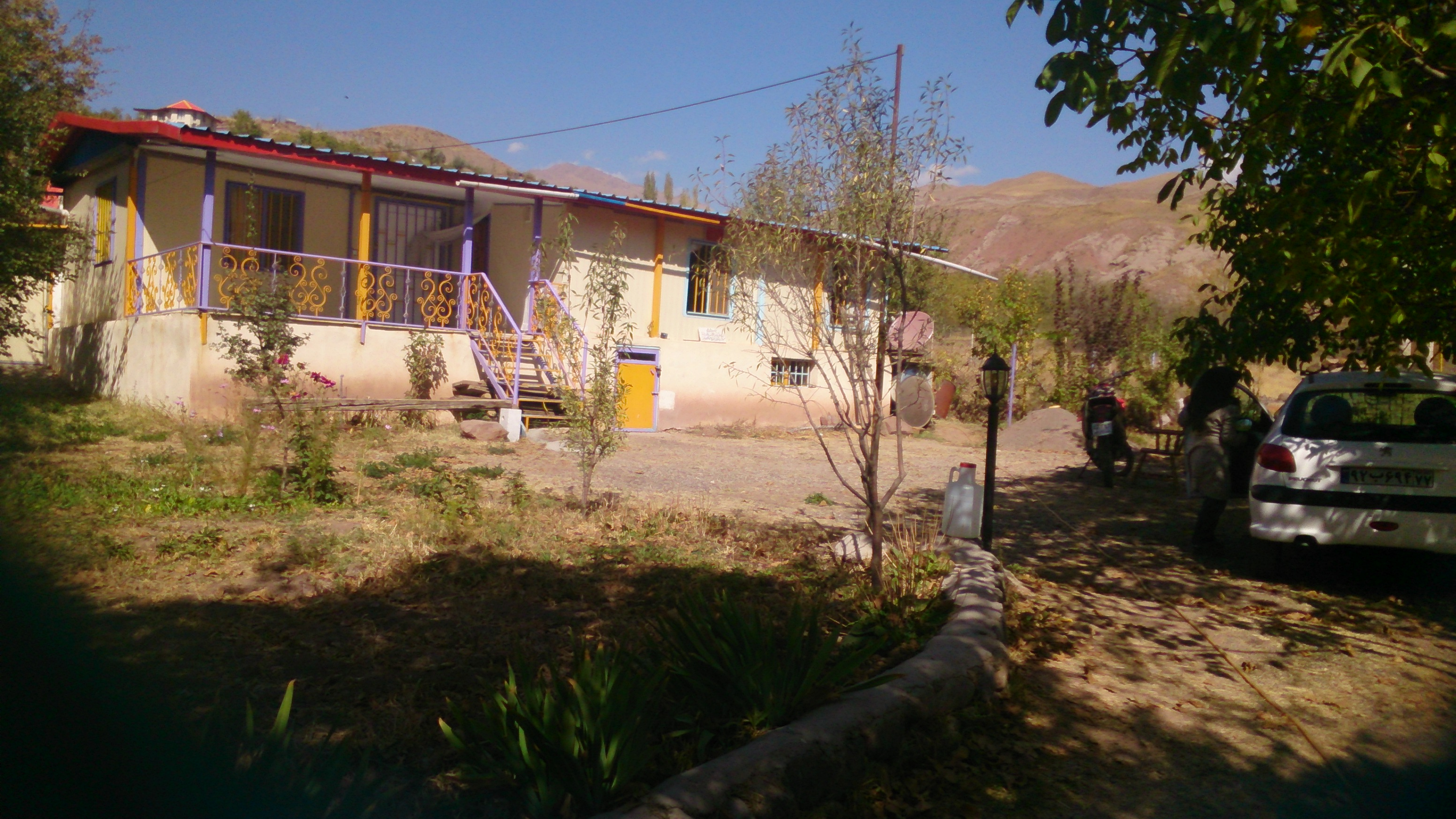
آرموت
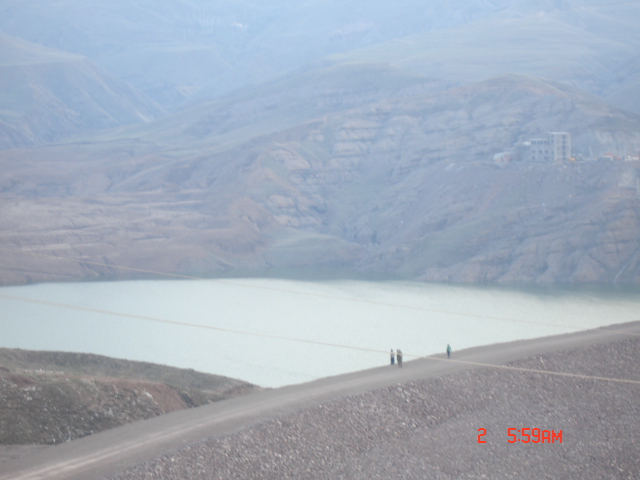
نمای سد
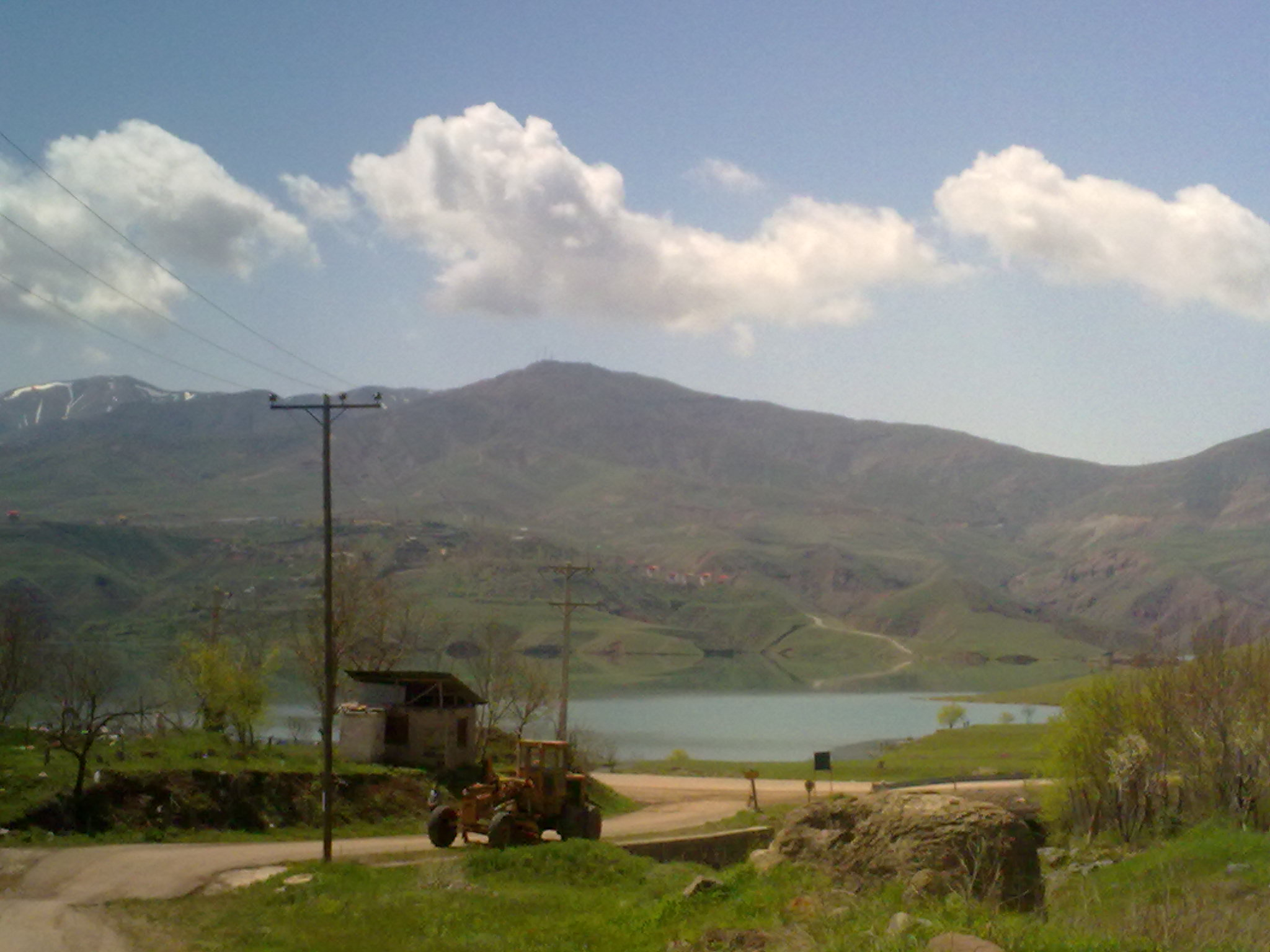
ورودی آرموت
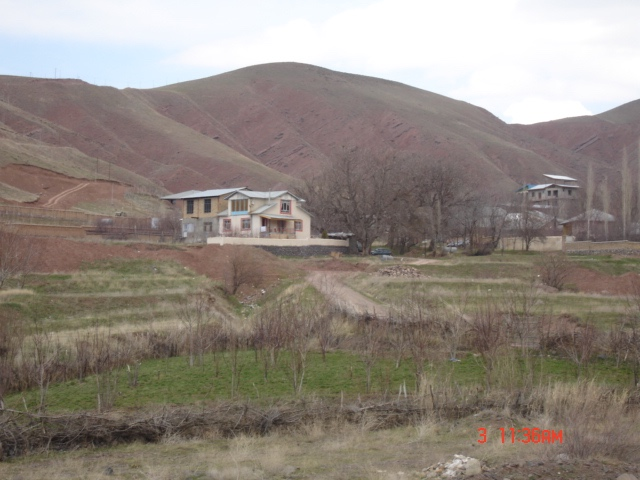
بن دشت آرموت